# XVIII wiek
XVII wiek <> XIX wiek
Lata 1700. • Lata 1710. • Lata 1720. • Lata 1730. • Lata 1740. • Lata 1750. • Lata 1760. • Lata 1770. • Lata 1780. • Lata 1790.
1701 1702 1703 1704 1705 1706 1707 1708 1709 1710 1711 1712 1713 1714 1715 1716 1717 1718 1719 1720 1721 1722 1723 1724 1725 1726 1727 1728 1729 1730 1731 1732 1733 1734 1735 1736 1737 1738 1739 1740 1741 1742 1743 1744 1745 1746 1747 1748 1749 1750 1751 1752 1753 1754 1755 1756 1757 1758 1759 1760 1761 1762 1763 1764 1765 1766 1767 1768 1769 1770 1771 1772 1773 1774 1775 1776 1777 1778 1779 1780 1781 1782 1783 1784 1785 1786 1787 1788 1789 1790 1791 1792 1793 1794 1795 1796 1797 1798 1799 1800

## XVIII wiek w metodologii historii
Według periodyzacji stosowanej w pracach historycznych XVIII wiek umownie kończy się w 1789 lub 1795 roku. Pierwsza data jest stosowana w periodyzacji historii powszechnej (początek rewolucji we Francji), druga zaś w odniesieniu do historii Polski (III rozbiór).

## Wydarzenia historyczne w XVIII wieku

### Wydarzenia 1701–1710
- w 1700 r.

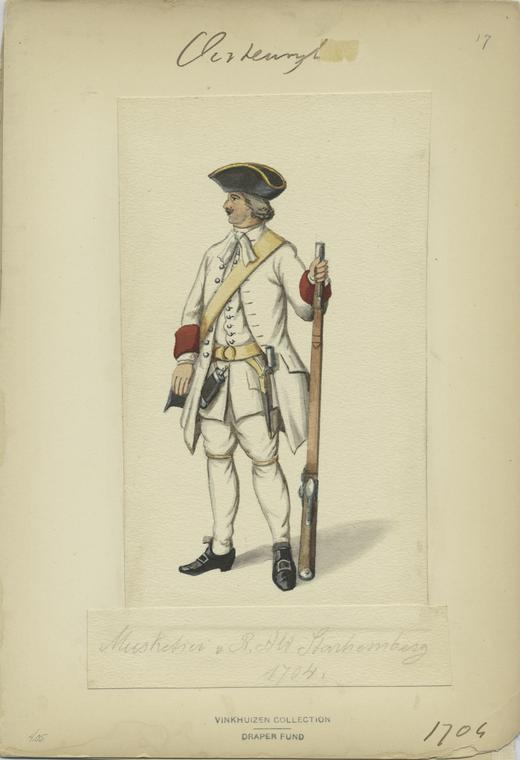
1704 r. muszkieter austriacki

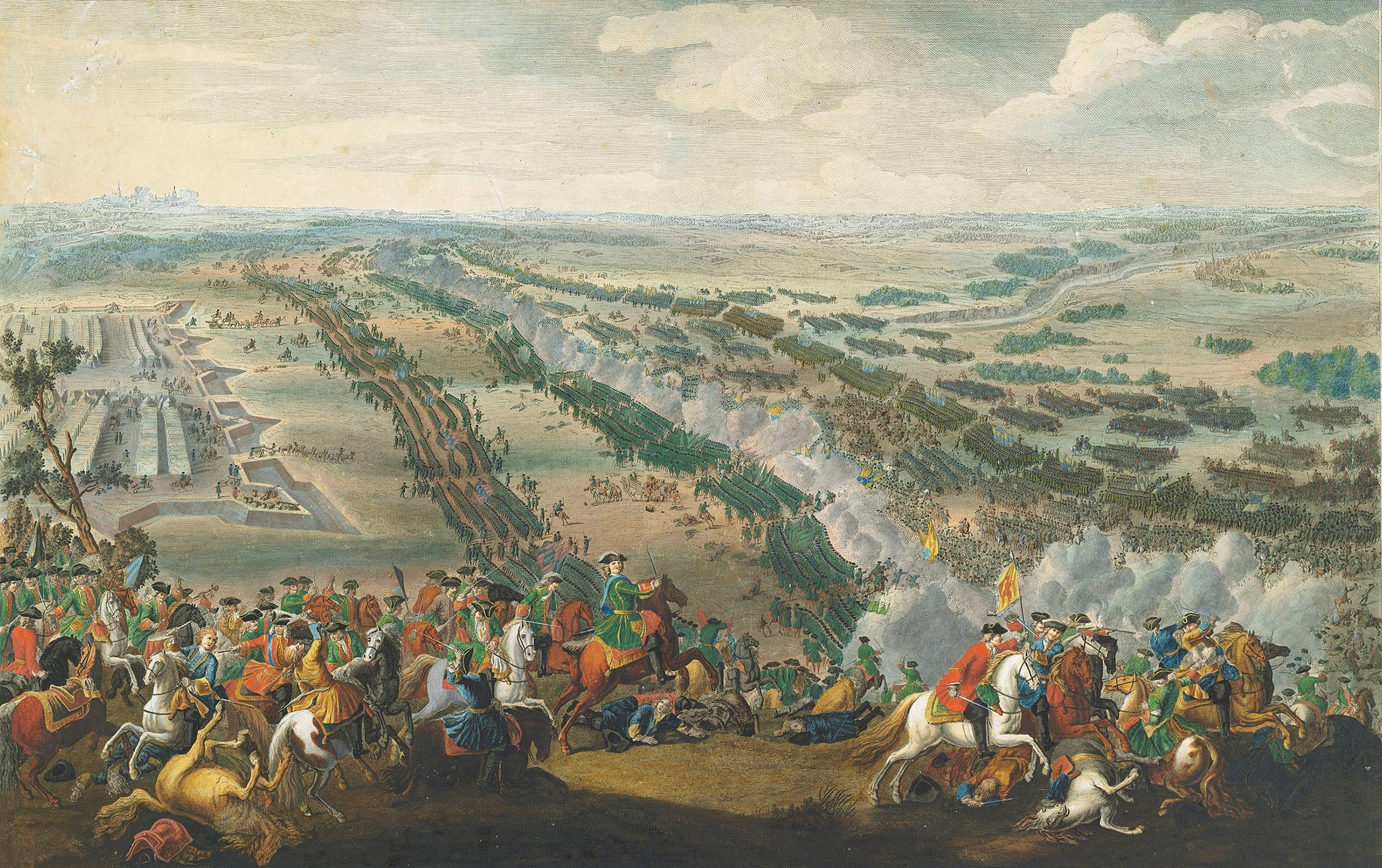
Bitwa pod Połtawą

  - rozpoczęła się wielka wojna północna (1700–1721).
  - na tron hiszpański wstąpił Filip V Burbon, wnuk króla francuskiego Ludwika XIV, co stało się powodem wojny sukcesyjnej w Hiszpanii.
  - traktat pokojowy między Szwecją a Danią w Traventhal.
  - klęska Rosji pod Narwą.
- w 1701 r.
  - Prusy uzyskały rangę królestwa (elektor Fryderyk III, królem Fryderykiem I).
  - rozpoczęła się wojna o sukcesję hiszpańską (1701–1714).
  - angielski parlament wydał ustawę o następstwie tronu „Act of Settlement”.
  - w Moskwie założono pierwszą szkołę morską (Szkoła Matematyki i Nawigacji).
- w 1702 r.
  - marzec – w Wielkiej Brytanii ukazał 1. numer „Daily Courant”, pierwszej regularnie wydawanej gazety codziennej.
  - powstanie „białych koszul” Kamizardów w płd. Francji.
  - Anglik Thomas Savery rozpoczął wytwarzanie maszyn parowych do osuszania kopalń.
- w 1703 r. założenie Petersburga.
- w 1704 r. wojna o sukcesję hiszpańską: kondotier w służbie Wielkiej Brytanii Jerzy Heski (Hesja) i jego żołnierze zdobyli na Hiszpanach Gibraltar, do dziś nieprzerwanie w rękach brytyjskich (4 sierpnia).
- w 1705 r. Carlos III zajmuje Barcelonę (14 października).
- w 1706 r. John Basherville wynalazł nowa metodę druku, tzw. hot pressing method (21 stycznia).
- w 1707 r.
  - Unia angielsko-szkocka, powstała Wielka Brytania.
  - wybudowano pierwszy tunel drogowy Umer Loch Tunnel (dł. 61 m, Szwajcaria).
  - erupcja japońskiego wulkanu Fudżi.
- w 1708 r. podział Rosji przez Piotra I na gubernie.
- w 1709 r. Bitwa pod Połtawą – klęska Szwedów w wielkiej wojnie północnej.
- w 1710 r. w Wielkiej Brytanii uchwalono pierwszą na świecie ustawę o prawie autorskim (10 kwietnia)

### Wydarzenia 1711–1720
- w 1711 r.

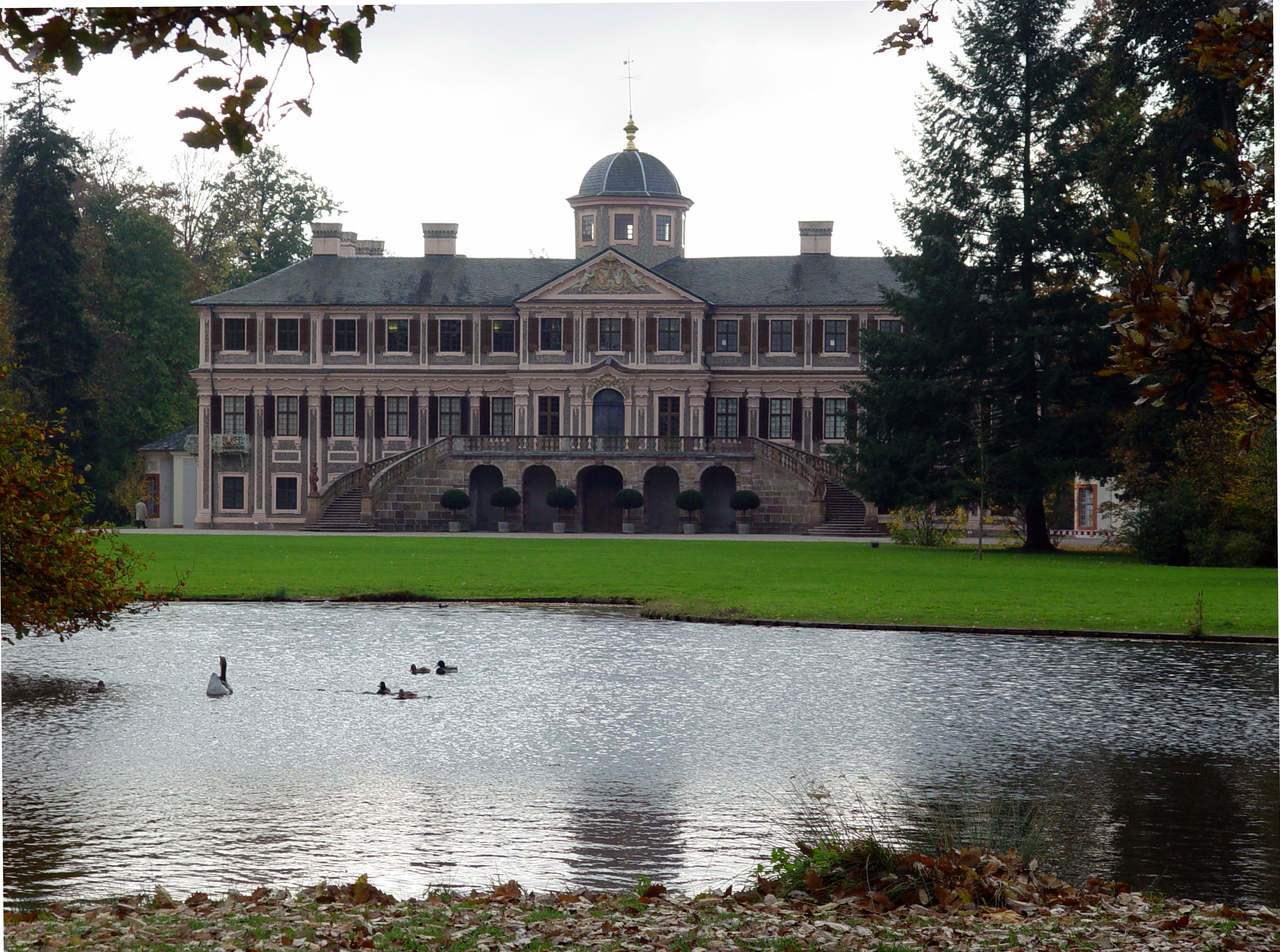
Rastatt – zamek Favorite

  - pierwsza gazeta literacko-krytyczna The Spectator (Richard Steele i Joseph Addison).
  - w Rosji Piotr I wprowadził Senat Rządzący.
- w 1712 r.
  - przeniesienie stolicy Rosji z Moskwy do Petersburga.
  - Anglik Thomas Newcomen zbudował parowy silnik tłokowy (pompowanie wody z kopalni węgla Coneygre).
- w 1713 r. traktat w Utrecht: Wielka Brytania otrzymała Gibraltar i przywileje handlowe w Ameryce Łacińskiej.
- w 1714 r.
  - traktat w Rastatt: hiszpański tron i kolonie hiszpańskie w Ameryce otrzymał wnuk Ludwika XIV Filip V. Hiszpańskie dominia w Italii otrzymała Austria.
  - doszło do unii personalnej brytyjsko-hanowerskiej (Jerzy I).
- w 1715 r. pierwsze powstanie jakobickie w Szkocji.
- w 1716 r. w lutym początek serii kilku bardzo silnych trzesień ziemi w pn. Algierii (liczba ofiar: ~20 tys.)
- w 1717 r. sojusz Francja-Wielka Brytania (przetrwa do ok. 1735).
- w 1718 r. osada Nowy Orlean założona przez Francuzów (Ameryka Północna).
- w 1720 r.
  - sojusz Austria-Rosja (przetrwa cały wiek XVIII i część XIX).
  - Fryderyk Wilhelm I wciela do Niemiec Szczecin wraz z ujściem Odry.

### Wydarzenia 1721–1730
- w 1721 r.
  - pokój w Nystad – kres potęgi Szwecji.
  - Koncerty brandenburskie (Johann Sebastian Bach).
  - na Grenlandię wyruszyła kupiecko-misjonarska wyprawa Norwega Hansa Egede’a (dotarła do celu 3 lipca).
- w 1722 r. pierwsze czasopismo muzyczne Musica Critica (J. Matteson, Hamburg).

### Wydarzenia 1731–1740
- w 1733 r. rozpoczęła się wojna o sukcesję polską.
- w 1735 r. pierwsze prasowe sprawozdanie z obrad parlamentu (angielski Gentleman’s Magazine).
- w 1737 r. Kastor i Polluks (Jean-Philippe Rameau).

### Wydarzenia 1741–1750
- w 1741 r.

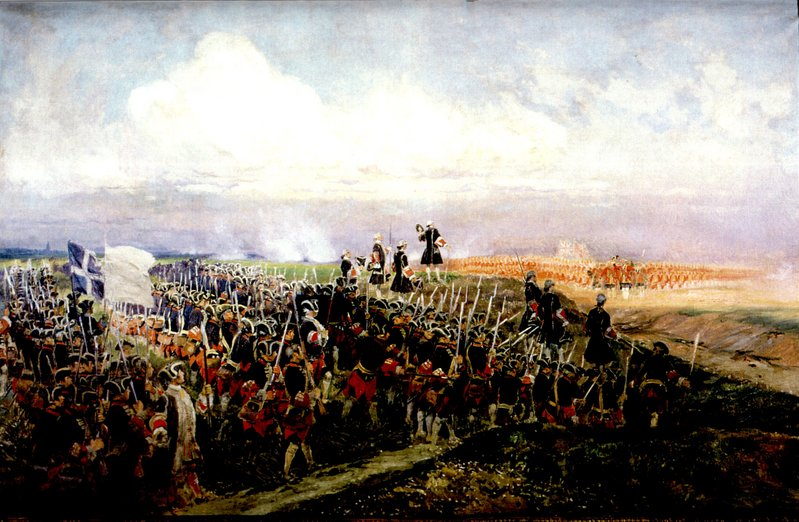
bitwa pod Fontenoy

  - rozpoczęła się wojna o sukcesję austriacką (1741–1748) i wojny śląskie Fryderyka II pruskiego będące jej częścią.
  - w Woolwich pod Londynem powstała pierwsza szkoła wojskowa (Royal Military Academy).
- w 1742 r. 13 kwietnia – w dublińskim Music Hall wystawiono Mesjasza Händla.
- w 1743 r. bitwa pod Dettingen. Wygrana Brytyjczyków, przegrana Francuzów.
- w 1745 r.
  - bitwa pod Fontenoy. Wygrana Francuzów, przegrana Brytyjczyków.
  - drugie powstanie jakobickie w Szkocji.

### Wydarzenia 1751–1760
- w 1752 r. traktat między Austrią a Hiszpanią, wzajemne uznanie stref wpływów we Włoszech.
- w 1753 r. powstało British Museum.
- w 1755 r.
  - pierwszy most z żelaznymi dźwigarami (Francuz M. Garbin, rz. Rodan, Lyon).
  - trzęsienie ziemi w Lizbonie (9 w skali Richtera; 90 000 ofiar).
- w 1756 r.
  - rozpoczęła się wojna siedmioletnia (1756–1763).
  - założono pierwszy Centralny Urząd Statystyczny (Sztokholm, Szwecja).

### Wydarzenia 1761–1770
- w 1762 r. założono pierwszą szkołę weterynaryjną (École Nationale Vétérinaire, Lyon, Francja).
- w 1763 r. na mocy traktatu paryskiego Wielka Brytania otrzymała Kanadę od Francji.
- w 1764 w Sankt Petersburgu otwarto pierwsza państwową szkołę dla dziewcząt (Instytut Smolny).
- W latach 1764–1767 Bestia z Gévaudan zabiła co najmniej 104 osoby.
- w 1765 r. konflikt o opłatę stemplową między Wielką Brytanią a kolonistami w Ameryce.

### Wydarzenia 1771–1780
- w 1771 w Wielkiej Brytanii założono Związek Zawodowy Czeladników Kapelusznictwa (pierwszy ogólnokrajowy związek zawodowy).
- w 1772 r. doszło do I rozbioru Polski.
- w 1776 r.
  - bunt kolonistów w Ameryce (Deklaracja Niepodległości).
  - James Watt zbudował silnik parowy z oddzielnym separatorem (kopalnia węgla w Bloomfield, Wielka Brytania).
  - David Bushnell skonstruował miniaturowy 1-osobowy pojazd podwodny „Turtle” (żółw).

### Wydarzenia 1781–1790
- w 1783 r.
  - pokój paryski.
  - włączenie Krymu do Rosji.

Bastylia

  - James Watt wynalazł maszynę parową (szybkoobrotowy silnik parowy).
- w 1785 r. pierwszy lot balonem przez kanał La Manche (balon wodorowy, Francuz J.-P. Blanchard, Amerykanin J. Jeffries).
- w 1786 r. pierwsze gazowe oświetlenie miasta – Würzburg w Niemczech.
- w 1788 r. Arthur Phillip brytyjski wojskowy i administrator kolonialny, dowódca pierwszej ekspedycji osadniczej w Australii, dopłynął wraz z 11 okrętami więźniów do Nowej Południowej Walii (Sydney).
- w 1789 r.
  - wybuchła rewolucja francuska.
  - wybuchło powstanie w Belgii przeciw okupantom austriackim.
  - pierwsze posiedzenie Kongresu USA (Nowy Jork).
- w 1790 r.
  - powstanie Zjednoczonych Stanów Belgijskich (Belgia).
  - utworzenie Banku Stanów Zjednoczonych.

### Wydarzenia 1791–1800
- w 1791 r.
  - 3 maja – uchwalenie przez sejm polski konstytucji.
- w 1792 r.
  - powstała I Republika Francuska.
  - 9 stycznia – podpisanie traktatu pokojowego w Jassach kończący wojnę Turcji z Rosją
  - 25 kwietnia – powstała Marsylianka autorstwa Rougeta de Lisle.
  - 18/19 maja – konfederacja targowicka
  - utworzenie Muzeum Luwru w Paryżu.
- w 1793 r.
  - 1 sierpnia – we Francji wprowadzono kilogram jako jednostkę metrycznego systemu wag.
  - doszło do II rozbioru Polski.
  - zniesienie niewolnictwa w San Domingo.
- w 1794 r.
  - Insurekcja kościuszkowska.
  - założono pierwsze muzeum nauki (Conservatoire des Artes et Métiers, Paryż).
- w 1795 r.
  - 9 lutego – Cejlon i Kapstadt, kolonie Holandii zostają zagarnięte przez Anglię.
  - 15 lipca – Marsylianka przyjęta jako hymn narodowy Francji.
  - powstanie Republiki Batawskiej na terenie Niderlandów.
  - doszło do III rozbioru Polski.
  - hiszpańska część wyspy Santo Domingo na mocy traktatu w Bazylei znalazła się pod panowaniem francuskim.
- w 1796 r.
  - Edward Jenner wprowadza w Anglii szczepienia ochronne przeciw ospie.
  - początek pierwszej kampanii włoskiej Napoleona.
- w 1797 r. 9 stycznia – we Włoszech powstają legiony polskie.
- w 1798 r. zwycięstwo brytyjskie adm. Horatio Nelsona pod Abukirem.
- w 1799 r. 9 listopada – Napoleon Bonaparte dokonuje zamachu stanu.
- w 1800 r.
  - 13 lutego – założenie Banku Francji (banku emisyjnego).
  - druga wyprawa włoska Napoleona.

## Wybrane wydarzenia XVIII wieku

Wybrane wydarzenia XVIII wieku

## Władcy państw w XVIII wieku

### Władcy Angliii Wielkiej Brytanii w XVIII wieku
| #  | Imię        |  | Urodzony                         | Zmarł                     | Czas rządów | Rodzice |
| -- | ----------- |  | -------------------------------- | ------------------------- | ----------- | --- |
| 56 | Anna        |  | 6 lutego 1665 St. James’s Palace | 1 sierpnia 1714           | 1702–1707   | Jakub II Stuart (1633–1701), król Anglii i Szkocji Anna Hyde (1637–1671), c. Edwarda Hyde’a, 1 hrabiego Clarendon                         |
| 57 | Anna Stuart |  | 6 lutego 1665 St. James’s Palace | 1 sierpnia 1714           | 1707–1714   | Jakub II Stuart (1633–1701), król Anglii i Szkocji Anna Hyde (1637–1671), c. Edwarda Hyde’a, 1 hrabiego Clarendon                         |
| 58 | Jerzy I     |  | 28 maja 1660 Hanower             | 11 czerwca 1727 Osnabrück | 1714–1727   | Ernest August (1629–1698), książę Hanoweru Zofia von Simmern (1630–1714), c. Fryderyka V Wittelsbacha, palatyna reńskiego                 |
| 59 | Jerzy II    |  | 10 listopada 1683                | 25 października 1760      | 1727–1760   | Jerzy I (1660–1727), król Wielkiej Brytanii Zofia Dorota von Celle (1666–1726), c. Jerzego Wilhelma, księcia Brunszwickiego na Lueneburgu |
| 60 | Jerzy III   |  | 4 czerwca 1738 Londyn            | 29 stycznia 1820 Windsor  | 1760–1820   | Fryderyk Ludwik (1707–1751), książę Walii Augusta von Sachsen-Gotha (1719–1772), c. Fryderyka II, księcia Sachsen-Gotha-Altenburg         |

### Premierzy Wielkiej Brytaniiw XVIII wieku
- 1721–1742 Robert Walpole
- 1742–1743 Spencer Compton, 1. hrabia Wilmington
- 1743–1754 Henry Pelham
- 1754–1756 Thomas Pelham-Holles, 1. książę Newcastle
- 1756–1757 William Cavendish, 4. książę Devonshire
- 1757–1762 Thomas Pelham-Holles, 1. książę Newcastle (II kadencja)
- 1762–1763 John Stuart, 3. hrabia Bute
- 1763–1765 George Grenville
- 1765–1766 Charles Watson-Wentworth, 2. markiz Rockingham
- 1766–1768 William Pitt, 1. hrabia Chatham
- 1768–1770 Augustus FitzRoy, 3. książę Grafton
- 1770–1782 Frederick North, lord North
- 1782 Charles Watson-Wentworth, 2. markiz Rockingham (II kadencja)
- 1782–1783 William Petty, 2. hrabia Shelburne
- 1783 William Cavendish-Bentinck, 3. książę Portland
- 1783–1801 William Pitt Młodszy

### Władcy Bawariiw XVIII wieku
1679–1726 Maksymilian II Emanuel

1726–1745 Karol Albert (cesarz od 1742 r., jako Karol VII)

1745–1777 Maksymilian III Józef

1777–1799 Karol Teodor (elektor Palatynatu od 1745 r.)

1799–1805 Maksymilian IV Józef (od 1805 król Maksymilian I Józef)

### Władcy Francjiw XVIII wieku
| #  | Imię        |  | Urodzony                              | Zmarł                  | Czas rządów | Rodzice |
| -- | ----------- |  | ------------------------------------- | ---------------------- | ----------- | --- |
| 47 | Ludwik XIV  |  | 5 września 1638 Saint-Germain-en-Laye | 1 września 1715 Wersal | 1643–1715   | Ludwik XIII (1601–1643), król Francji Anna Austriaczka (1601–1666), c. Filipa III Habsburga, króla Hiszpanii         |
| 48 | Ludwik XV   |  | 15 lutego 1710 Wersal                 | 10 maja 1774 Wersal    | 1715–1774   | Ludwik de Bourbon (1682–1712), książę Burgundii Maria-Adelajda (1685–1712), c. Wiktoria Amadeusza II, króla Sardynii |
| 49 | Ludwik XVI  |  | 23 sierpnia 1754 Wersal               | 21 stycznia 1793 Paryż | 1774–1792   | Ludwik de Bourbon (1729–1765), delfin Maria Józefa Wettin (1731–1767), c. Augusta III, króla Polski                  |
| 50 | Ludwik XVII |  | 27 marca 1785 Wersal                  | 8 czerwca 1795 Temple  | 1793–1795   | Ludwik XVI de Bourbon (1754–1793), delfin Maria Antonina (1755–1793) c. Maria Teresa, cesarzowa Francji              |

### Władcy Hiszpaniiw XVIII wieku
| #  | Imię         |  | Urodzony                  | Zmarł                                 | Czas rządów | Rodzice |
| -- | ------------ |  | ------------------------- | ------------------------------------- | ----------- | --- |
| 5  | Karol II     |  | 6 listopada 1661 Madryt   | 1 listopada 1700 Madryt               | 1665–1700   | Filip IV Habsburg (1605–1665), król Hiszpanii Maria Anna Habsburg (1634–1696), c. Ferdynanda III, cesarza rzymskiego    |
| 6  | Filip V      |  | 19 grudnia 1683 Wersal    | 9 lipca 1746 Madryt                   | 1700–1724   | Ludwik Wielki Delfin (1661–1711), delfin Maria Anna Wittelsbach (1660–1690), c. Ferdynanda Marii, elektora bawarskiego  |
| 7  | Ludwik I     |  | 25 sierpnia 1707 Madryt   | 31 sierpnia 1724 Madryt               | 1724        | Filip V Burbon (1683–1746), król Hiszpanii Maria Ludwika Sabaudzka (1668–1714), c. Wiktora Amadeusza II, króla Sardynii |
| 6  | Filip V      |  | 19 grudnia 1683 Wersal    | 9 lipca 1746 Madryt                   | 1724–1746   | Ludwik Wielki Delfin (1661–1711), delfin Maria Anna Wittelsbach (1660–1690), c. Ferdynanda Marii, elektora bawarskiego  |
| 8  | Ferdynand VI |  | 23 września 1713 Madryt   | 10 sierpnia 1759 Villaviciosa de Odon | 1746–1759   | Filip V Burbon (1683–1746), król Hiszpanii Maria Ludwika Sabaudzka (1668–1714), c. Wiktora Amadeusza II, króla Sardynii |
| 9  | Karol III    |  | 20 stycznia 1716 Madryt   | 14 grudnia 1788 Madryt                | 1759–1788   | Filip V Burbon (1683–1746), król Hiszpanii Elżbieta Farnese (1692–1766), c. Edwarda II, księcia Parmy                   |
| 10 | Karol IV     |  | 11 listopada 1748 Portici | 20 stycznia 1819 Rzym                 | 1788–1808   | Karol III Burbon (1716–1788), król Hiszpanii Maria Amalia Wettin (1724–1760), c. Augusta III, króla Polski              |

### Elektorzy Hanoweru w XVIII wieku
- 1679–1698 Ernest August (brat, Hanower, elektor od 1692)
- 1698–1727 Jerzy I Hanowerski Ludwik (syn, król Wielkiej Brytanii jako Jerzy I od 1714)
- 1727–1760 Jerzy II August (syn, król Wielkiej Brytanii Jerzy II)
- 1760–1820 Jerzy III Hanowerski (syn, król Hanoweru od 1814, król Wielkiej Brytanii)

### Cesarze Japonii w XVIII wieku
- Higashiyama – 1687–1709
- Nakamikado – 1709–1735
- Sakuramachi – 1735–1747
- Momozono – 1747–1762
- Go-Sakuramachi (cesarzowa) – 1762–1771
- Go-Momozono – 1771–1779
- Kokaku – 1780–1817

### Święte Cesarstwo Rzymskiew XVIII wieku
| #  | Imię          |  | Urodzony                   | Zmarł                       | Czas rządów | Rodzice |
| -- | ------------- |  | -------------------------- | --------------------------- | ----------- | --- |
| 47 | Leopold I     |  | 9 czerwca 1640 Wiedeń      | 5 maja 1705 Wiedeń          | 1657–1705   | Ferdynand III Habsburg (1608–1657), cesarz rzymski Maria Anna Habsburg (1606–1646), c. Filipa III, króla Hiszpanii                              |
| 48 | Józef I       |  | 26 lipca 1678 Wiedeń       | 17 kwietnia 1711 Wiedeń     | 1705–1711   | Leopold I Habsburg (1640–1705), cesarz rzymski Eleonora Magdalena von Pfalz-Neuburg (1655–1720), c. Filipa Wilhelma, elektora-palatyna Renu     |
| 49 | Karol VI      |  | 1 października 1685 Wiedeń | 20 października 1740 Wiedeń | 1711–1740   | Leopold I Habsburg (1640–1705), cesarz rzymski Eleonora Magdalena von Pfalz-Neuburg (1655–1720), c. Filipa Wilhelma, elektora-palatyna Renu     |
| 50 | Karol VII     |  | 6 sierpnia 1697 Bruksela   | 20 stycznia 1745 Monachium  | 1742–1745   | Maksymilian II Emanuel Wittelsbach (1662–1726), elektor Bawarii Teresa Kunegunda Sobieska (1767–1730), c. Jana III Sobieskiego, króla polskiego |
| 51 | Franciszek I  |  | 8 grudnia 1708 Nancy       | 18 sierpnia 1765 Innsbruck  | 1745–1765   | Leopold Józef (1679–1729), książę Lotaryngii Elżbieta Charlotta (1676–1744), c. Filipa I, księcia Orleanu                                       |
| 52 | Józef II      |  | 13 marca 1741 Wiedeń       | 20 lutego 1790 Wiedeń       | 1765–1790   | Franciszek I Lotaryński (1708–1765), cesarz rzymski Maria Teresa Habsburg (1717–1780), c. Karola VI, cesarza rzymskiego                         |
| 53 | Leopold II    |  | 5 maja 1747 Wiedeń         | 1 marca 1792 Wiedeń         | 1790–1792   | Franciszek I Lotaryński (1708–1765), cesarz rzymski Maria Teresa Habsburg (1717–1780), c. Karola VI, cesarza rzymskiego                         |
| 54 | Franciszek II |  | 12 lutego 1768 Florencja   | 2 marca 1835 Wiedeń         | 1792–1806   | Leopold II Habsburg (1747–1792), cesarz rzymski Maria Ludwika Hiszpańska (1745–1792), c. Karola III, króla Hiszpanii                            |

### Władcy Polskiw XVIII wieku
- 1697–1706 – August II Mocny – unia personalna z Saksonią
- 1704–1709 – Stanisław Leszczyński
- 1709–1733 – August II Mocny (ponownie) – unia personalna z Saksonią
- 1733–1735 – Stanisław Leszczyński (wybrany ponownie, usunięty przez wojska Rosji, Saksonii i Austrii)
- 1733–1763 – August III Sas – unia personalna z Saksonią
- 1764–1795 – Stanisław August Poniatowski

### Władcy Portugaliiw XVIII wieku
| #  | Imię               |  | Urodzony                     | Zmarł                        | Czas rządów | Rodzice |
| -- | ------------------ |  | ---------------------------- | ---------------------------- | ----------- | --- |
| 39 | Piotr II           |  | 26 kwietnia 1648 Lizbona     | 9 grudnia 1706 Alcantara     | 1683–1706   | Jan IV Szczęśliwy (1603–1656), król Portugalii Luisa de Guzman (1613–1666), c. Juana Manuela Pereza de Guzman, 8 księcia Medina-Sidonia |
| 40 | Jan V Wielkoduszny |  | 22 października 1689 Lizbona | 31 lipca 1750 Lizbona        | 1706–1750   | Piotr II (1648–1706), król Portugalii Maria Zofia von Neuburg (1666–1699), c. Filipa Wilhelma, elektora-palatyna Renu                   |
| 41 | Józef I Reformator |  | 6 czerwca 1714 Lizbona       | 24 lutego 1777 Lizbona       | 1750–1777   | Jan V Wielkoduszny (1689–1750), król Portugalii Maria Anna Austriaczka (1683–1754), c. Leopolda I, cesarza rzymskiego                   |
| 42 | Maria I            |  | 17 grudnia 1734 Lizbona      | 20 marca 1816 Rio de Janeiro | 1777–1816   | Józef I (1714–1777), król Portugalii Maria Wiktoria Burbon (1718–1781), c. Filipa V, króla Hiszpanii                                    |
| 43 | Piotr III          |  | 5 lipca 1717 Lizbona         | 25 maja 1786 Ajuda           | 1777–1786   | Jan V Wielkoduszny (1689–1750), król Portugalii Maria Anna Austriaczka (1683–1754), c. Leopolda I, cesarza                              |

### Władcy Prusw XVIII wieku
- 1701–1713 – Fryderyk I Hohenzollern
- 1713–1740 – Fryderyk Wilhelm I Hohenzollern
- 1740–1786 – Fryderyk II Wielki
- 1786–1797 – Fryderyk Wilhelm II Hohenzollern
- 1797–1840 – Fryderyk Wilhelm III Hohenzollern

### Władcy Rosjiw XVIII wieku
- 1685–1721 – Piotr I Wielki
- 1725–1727 – Katarzyna I
- 1727–1730 – Piotr II Aleksiejewicz
- 1730–1740 -Anna Iwanowna Romanowa
- 1740–1741 -Iwan VI Antonowicz
- 1741–1762 – Elżbieta Piotrowna
- 1762 – Piotr III Romanow (od 5 stycznia do 9 lipca)
- 1762–1796 -Katarzyna II Wielka

### Władcy Szwecjiw XVIII wieku
- 1697–1718 Karol XII Wittelsbach
- 1719–1720 Ulryka Eleonora Wittelsbach
- 1720–1751 Fryderyk I Heski
- 1751–1771 Adolf Fryderyk Oldenburg
- 1771–1792 Gustaw III Oldenburg
- 1792–1809 Gustaw IV Adolf Oldenburg

### Władcy Turcjiw XVIII wieku
- 1695–1703 Mustafa II (syn Mahmeda II, usunięty, zm. 1703)
- 1703–1730 Ahmed III (brat, usunięty, zm. 1736)
- 1730–1754 Mahmud I (syn Mustafa II)
- 1754–1757 Osman III (brat)
- 1757–1774 Mustafa III (syn Ahmeda III)
- 1774–1789 Abdulhamid I (brat)
- 1789–1807 Selim III (syn Mustafy III, usunięty, zm. 1808)

### Stolica apostolska w XVIII wieku
| Herb | Papież                         | Łacińskie imię              | Prawdziwe imię i nazwisko            | Miejsce urodzenia                 | Pontyfikat                        |
|      | 243. Klemens XI                | Clemens Undecimus           | Giovanni Francesco Albani            | Urbino, Włochy                    | 23 listopada 1700 – 19 marca 1721 |
|      | 244. Innocenty XIII            | Innocentius Tertius Decimus | Michelangelo dei Conti               | Poli, Włochy                      | 8 maja 1721 – 7 marca 1724        |
|      | 245. Benedykt XIII, O.P.       | Benedictus Tertius Decimus  | Pietro Francesco Orsini              | Gravina in Puglia, Włochy         | 29 maja 1724 – 21 lutego 1730     |
|      | 246. Klemens XII               | Clemens Duodecimus          | Lorenzo Corsini                      | Florencja, Włochy                 | 7 kwietnia 1730 – 6 lutego 1740   |
|      | 247. Benedykt XIV              | Benedictus Quartus Decimus  | Prospero Lorenzo Lambertini          | Bolonia, Włochy                   | 17 sierpnia 1740 – 3 maja 1758    |
|      | 248. Klemens XIII              | Clemens Tertius Decimus     | Carlo della Torre Rezzonico          | Wenecja, Włochy                   | 6 lipca 1758 – 2 lutego 1769      |
|      | 249. Klemens XIV, O.F.M. Conv. | Clemens Quartus Decimus     | Giovanni Vincenzo Antonio Ganganelli | Sant’Arcangelo di Romagna, Włochy | 19 maja 1769 – 22 września 1774   |
|      | 250. Pius VI                   | Pius Sextus                 | Giovanni Angelo Brachi               | Cesena, Włochy                    | 15 lutego 1775 – 29 sierpnia 1799 |
|      | 251. Pius VII, O.S.B.          | Pius Septimus               | Luigi Barnaba Chiaramonti            | Cesena, Włochy                    | 14 marca 1800 – 20 lipca 1823     |

## Indeks znanych postaci żyjących w XVIII wieku

### A

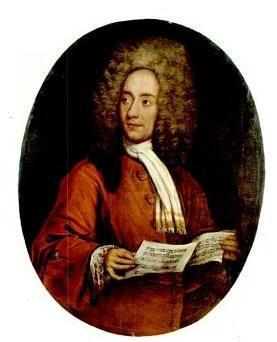
Tomaso Albinoni

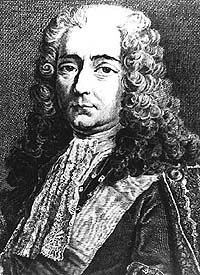
René Louis de Voyer de Paulmy d’Argenson

- Girolamo Abos – maltański kompozytor.
- Karl Friedrich Abel – kompozytor niemiecki w Londynie.
- Jacob Friedrich von Abel – filozof i pedagog niemiecki.
- John Abell – szkocki kompozytor i lutnista.
- John Adams – II prezydent USA
- Maria Gaetana Agnesi – włoska lingwistka, matematyk i filozof.
- Johan Joachim Agrell (1701–1765) szwedzki kompozytor późnego baroku.
- Willem van Keppel, 2. hrabia Albemarle brytyjski wojskowy i polityk.
- Giulio Alberoni – włoski kardynał i polityk hiszpański.
- Domenico Alberti – włoski kompozytor.
- hrabia Pedro de Aranda – pierwszy sekretarz stanu w Hiszpanii (1792)
- Joseph Addison – dziennikarz i pisarz angielski.
- Henrico Albicastro – kompozytor holenderski.
- Tomaso Albinoni – barokowy kompozytor włoski.
- Anna Piotrowna (córka Katarzyny I) – wielka księżna rosyjska.
- Jean le Rond d’Alembert – matematyk francuski.
- Jeffery Amherst, 1. baron Amherst – dowódca brytyjski.
- Leopold von Anhalt-Dessau – marszałek pruski, wynalazł pruski dryl.
- Antioch Kantemir – poeta rosyjski.
- Emmanuel-Louis-Henri de Launay, hrabia d’Antraigues – francuski pisarz polityczny.
- Pedro de Aranda – hiszpański mąż stanu.
- John Arbuthnot – pisarz angielski.
- Marc-René de Voyer de Paulmy d’Argenson fr. mąż stanu, pisarz polityczny i szef policji Paryża.
- René Louis de Voyer de Paulmy d’Argenson – syn poprzedniego również polityk.
- Thomas Augustine Arne – barokowy kompozytor angielski.
- Peter Artedi – szwedzki przyrodnik, znany jako „ojciec ichtiologii”.
- Charles Avison – barokowy kompozytor angielski.

### B

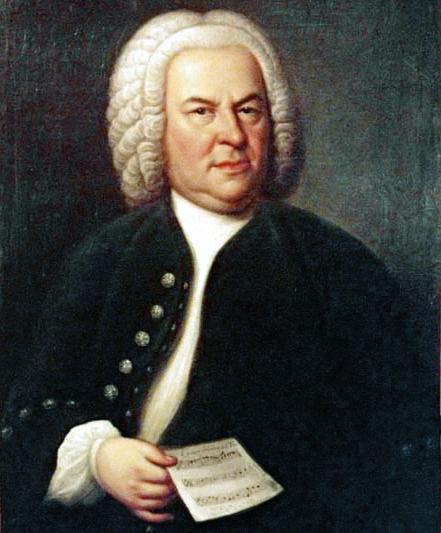
Johann Sebastian Bach

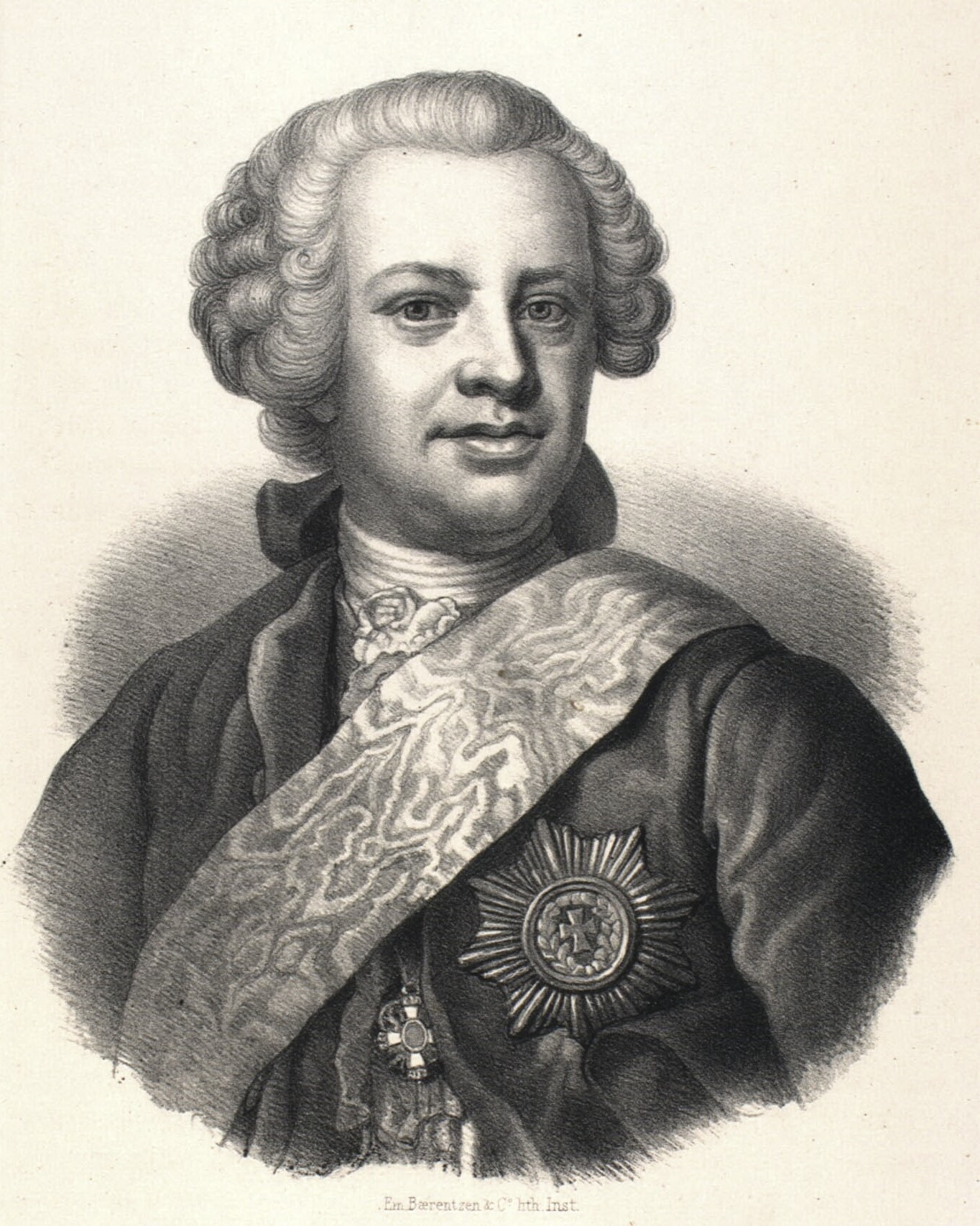
Johann Hartwig Ernst von Bernstorff

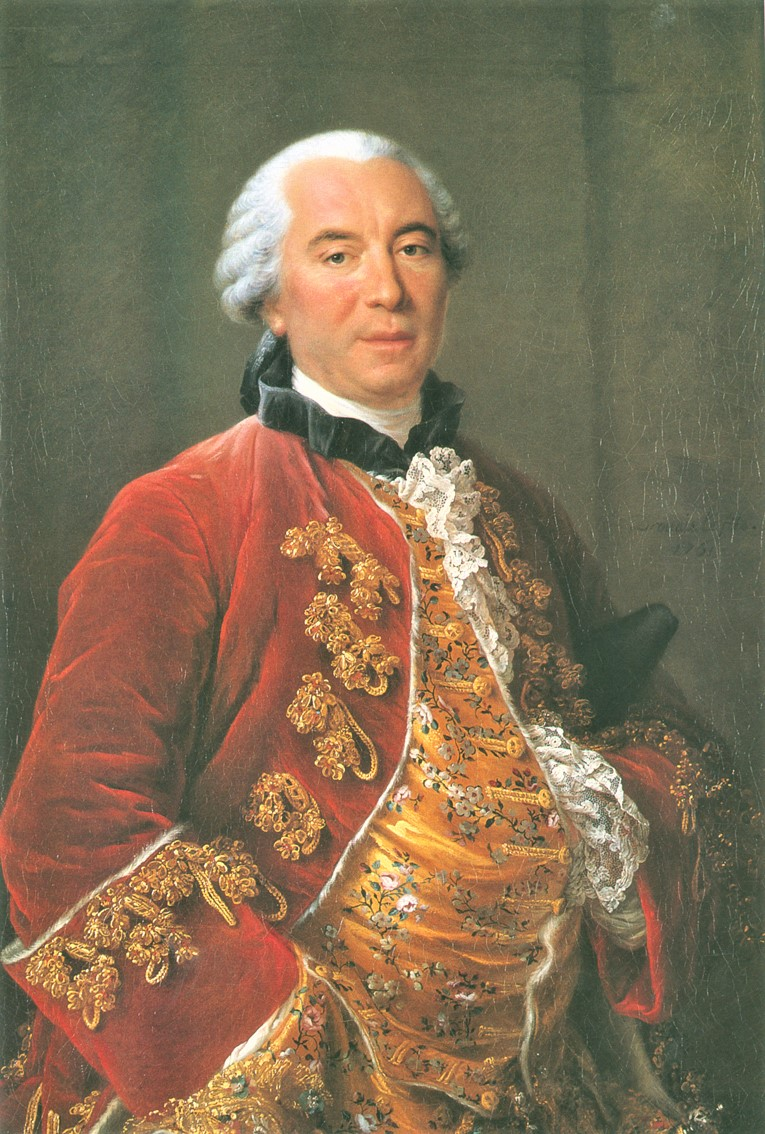
Georges-Louis Leclerc, hrabia de Buffon

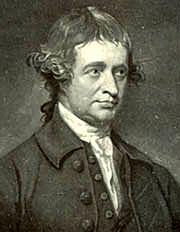
Edmund Burke

- Johann Sebastian Bach (1685–1750) – kompozytor barokowy niemiecki.
- Carl Philipp Emanuel Bach – kompozytor stylu galant syn J.S. Bacha.
- Wilhelm Friedemann Bach – kompozytor barokowy najstarszy syn J.S. Bacha.
- Johann Christian Bach – kompozytor klasycystyczny, najmłodszy syn J.S.Bacha.
- Ludolf Backhuysen (batalista) – holenderski rysownik i malarz.
- Marcello Bacciarelli – malarz włoski na dworze polskim.
- La Barberina właściwie Barbera (Barbara) Campanini – włoska tancerka baletowa.
- Augustin Barruel – jezuita francuski i konserwatywny pisarz polityczny.
- Laura Bassi – włoska fizyk, pierwsza w historii kobieta – wykładowca akademicki.
- Alexander Gottlieb Baumgarten – filozof niemiecki ze szkoły Leibniza i Wolffa.
- Cesare Beccaria – jurysta włoski.
- Sidney Beauclerk – brytyjski arystokrata i polityk.
- Pierre de Beaumarchais (1732–1799) – francuski dramaturg.
- Ludwig van Beethoven (1770–1827) – kompozytor niemiecki doby Oświecenia.
- Carl Michael Bellman – kompozytor i poeta szwedzki.
- Lorenzo Boturini Benaduci (1702–1755) arystokrata, historyk z księstwa Mediolanu.
- Augustus Berkeley, 4. hrabia Berkeley – brytyjski arystokrata i wojskowy.
- Jacques-Henri Bernardin de Saint-Pierre (1737–1814)- francuski pisarz.
- Andreas Gottlieb von Bernstorff (1640–1726) minister hanowerski. dziadek JHE von Bernstorffa.
- hrabia Johann Hartwig Ernst von Bernstorff (1712–1772) duński mąż stanu. wuj AP Bernstorffa.
- hrabia Andreas Peter Bernstorff (1735–1797) duński mąż stanu. ojciec CH G von Bernstorffa
- Christian Günther von Bernstorff (1769–1835) duński i pruski mąż stanu i dyplomata.
- hrabia Joachim Frederik Bernstorff (1771–1835) duński mąż stanu.
- James FitzJames, 1. książę Berwick – (21 sierpnia 1670 – 12 czerwca 1734), wódz francuski.
- Ernst Biron, książę Kurlandii.
- Piotr Biron, książę Kurlandii, syn Ernesta.
- William Blackstone – jurysta angielski.
- Jacques-François Blondel – architekt francuski.
- Franciszek Bohomolec – polski autor i dziennikarz.
- Wojciech Bogusławski – „ojciec teatru polskiego”
- Urszula Katarzyna Bokum – kochanka Augusta II.
- Giovanni Battista Bononcini – kompozytor włoski, konkurent Händla w Londynie.
- Francesco Antonio Bonporti – włoski duchowny i kompozytor.
- François Boucher francuski malarz (Rokoko).
- Ludwik Franciszek Boufflers – marszałek Francji.
- Louis Antoine de Bougainville – podróżnik francuski.
- Henri de Boulainvillers (1658–1712) – francuski pisarz polityczny, neofeudał.
- Basile Bouchon – wynalazca francuski.
- François Boucher – malarz francuski.
- William Boyce – kompozytor angielski.
- Jan Klemens Branicki – hetman wielki koronny.
- Franciszek Ksawery Branicki – hetman wielki koronny.
- Barthold Heinrich Brockes – poeta niemiecki.
- Riccardo Broschi – kompozytor włoski, brat Farinelliego.
- Henrik Magnus von Buddenbrock (1685–1743) szwedzki dowódca stracony w 1743 roku.
- Georges-Louis Leclerc, hrabia de Buffon (1707–1788)- przyrodnik francuski.
- Carlo Maria Buonaparte – ojciec Napoleona I, prawnik.
- Letycja Buonaparte – matka Napoleona I
- John Burgoyne – generał brytyjski
- Edmund Burke – brytyjski polityk i pisarz polityczny. Ojciec nowoczesnego Konserwatyzmu.
- Aaron Burr – amerykański polityk.
- John Stuart, 3. hrabia Bute (1713–1792), premier Wlk. Brytanii od 1762 do 1763 r.

### C

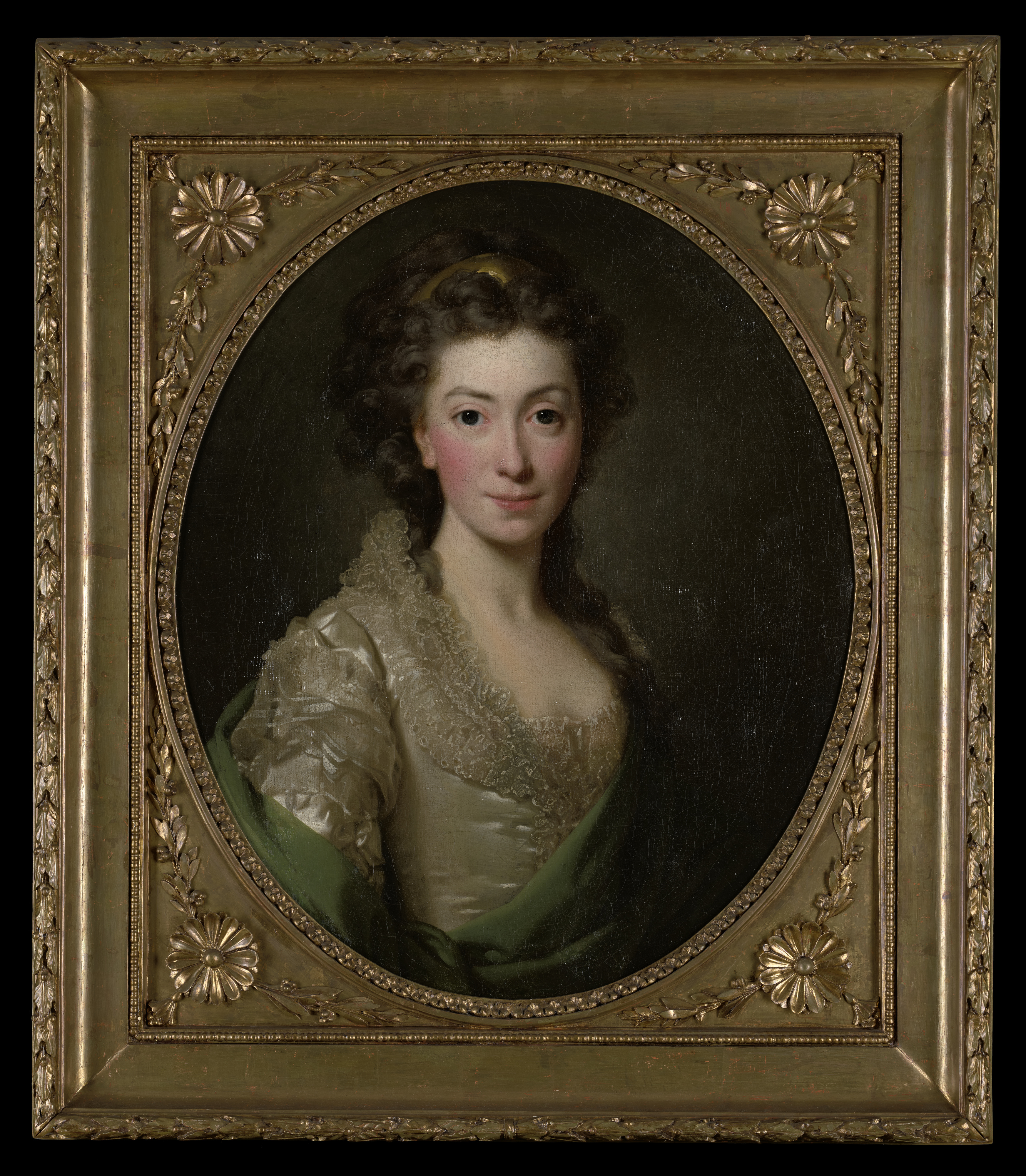
Izabela Czartoryska

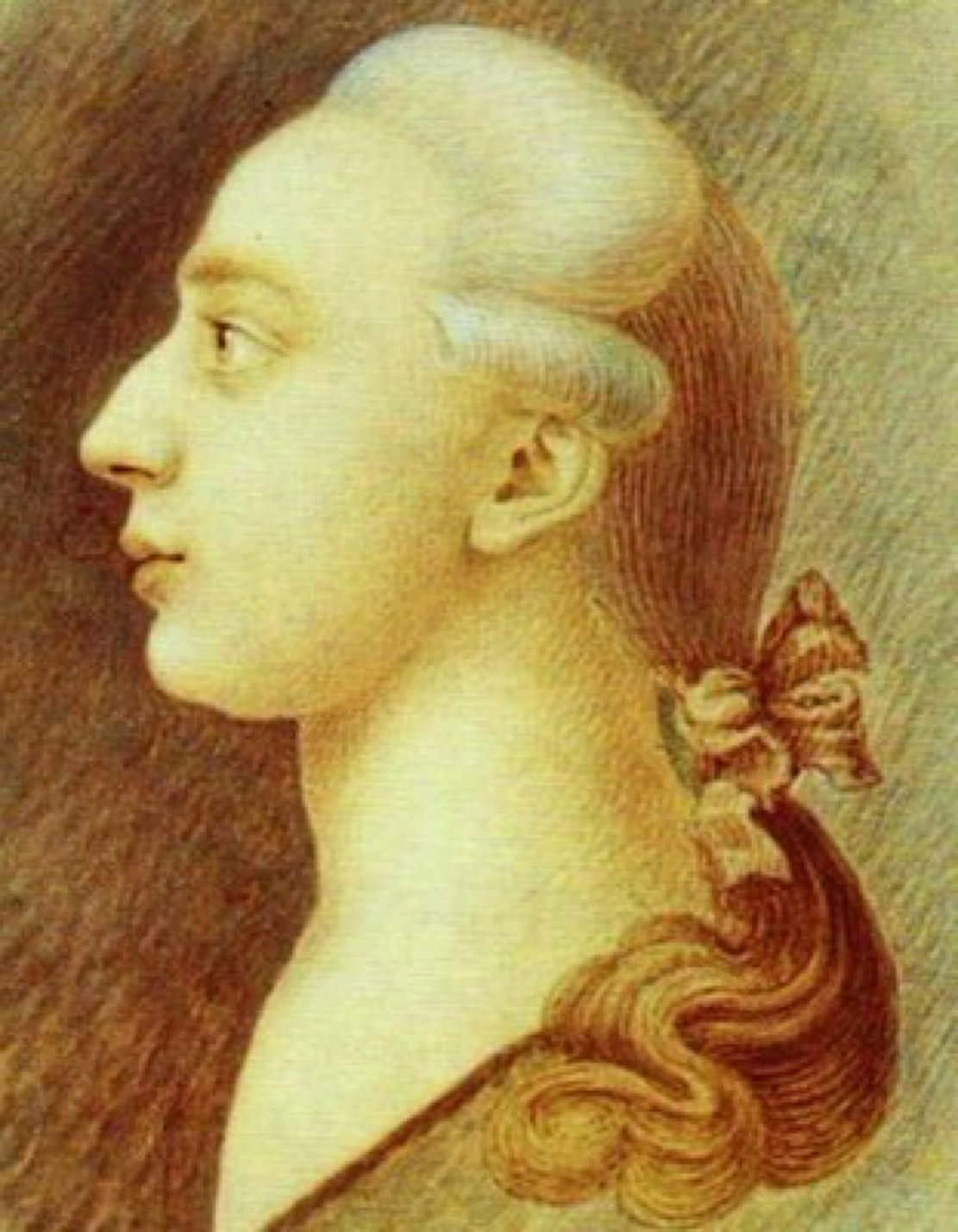
Giacomo Casanova

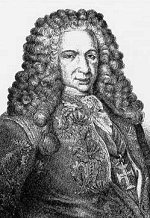
Dom Luís da Cunha

- Antoine Cadet de Vaux – (Paryż 1743 – Paryż 1828) – dziennikarz francuski.
- Jean Calas – protestancki kupiec. Wolter bronił go przed oskarżeniami.
- André Campra – kompozytor francuskiego baroku.
- Canaletto I i II – malarze włoscy (Wedutyzm) wuj i bratanek.
- Giacomo Casanova – 1725–1798 filozof-konserwatysta i awanturnik włoski.
- Nicolas Catinat – 1637–1712 marszałek Francji.
- William Cavendish, 4. książę Devonshire – premier Wielkiej Brytanii.
- William Cavendish-Bentinck, 3. książę Portland – premier Wielkiej Brytanii.
- Anders Celsius -szwedzki astronom i fizyk.
- Claude Chappe – wynalazca francuski.
- André de Chénier (1762–1794) – pisarz francuski.
- Étienne-François de Choiseul – (1719–1785) francuski dyplomata.
- John Churchill, 1. książę Marlborough – generał brytyjski.
- Sarah Churchill z domu Jennings (1660–1744) żona Johna.
- Alexis Clairaut (1713–1765) – matematyk francuski.
- Louis-Nicolas Clérambault – kompozytor francuskiego baroku.
- Spencer Compton, 1. hrabia Wilmington – II premier Wielkiej Brytanii
- Charles Marie de La Condamine – francuski fizyk i matematyk.
- Jean Condorcet – filozof francuskiego oświecenia.
- James Cook – podróżnik brytyjski
- Arcangelo Corelli – kompozytor włoski, twórca concerto grosso.
- Charles Cornwallis, 1. markiz Cornwallis – brytyjski polityk i wódz.
- Anna Konstancja Cosel – kochanka Augusta II.
- William Coxe – historyk angielski. Podróżnik po Rosji i Polsce.
- François Couperin – kompozytor i klawesynista francuski, członek dynastii muzyków.
- Prosper Jolyot de Crébillon (1674–1762) – pisarz francuski.
- Nicolas-Joseph Cugnot – wynalazca francuski.
- Luís da Cunha – portugalski polityk i dyplomata.
- Michał Fryderyk Czartoryski
- Izabela Czartoryska – polska masonka i sawantka.
- August Aleksander Czartoryski – czołowy polski reformator i anglofil.
- Adam Kazimierz Czartoryski – kontynuował zamierzenia Augusta Aleksandra.
- Teodor Kazimierz Czartoryski – biskup (Poznań)

### D

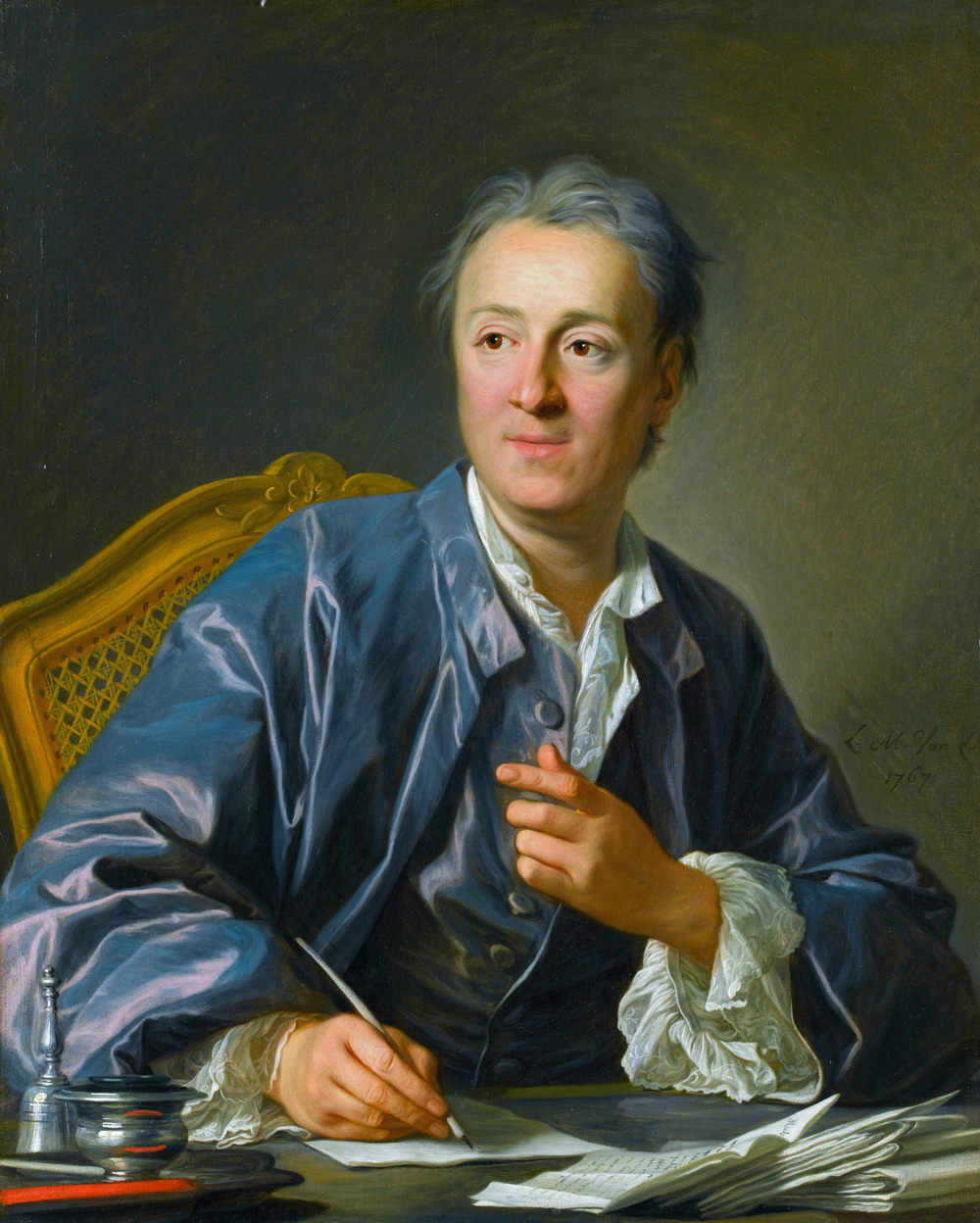
Denis Diderot

- Louis-Claude Daquin – kompozytor francuski pochodzenia żydowskiego.
- Jan Michał Dąbrowski (pułkownik)
- Daniel Defoe – pisarz, dziennikarz angielski, agent Wigów w Szkocji i Anglii.
- Pierre Desfontaines – (1685–1745) jezuita, historyk i dziennikarz. Wróg Voltaire’a.
- Denis Diderot – filozof francuski, twórca Encyklopedii.
- Abbé (opat) Jean-Baptiste Du Bos (1670–1742) – pisarz francuski.
- Charles Dufresny lub Charles Du Fresny (zm. 1724) – pisarz francuski.
- Charles François Dumouriez – generał francuski, dowódca konfederacji barskiej.
- Jakub Działyński

### E

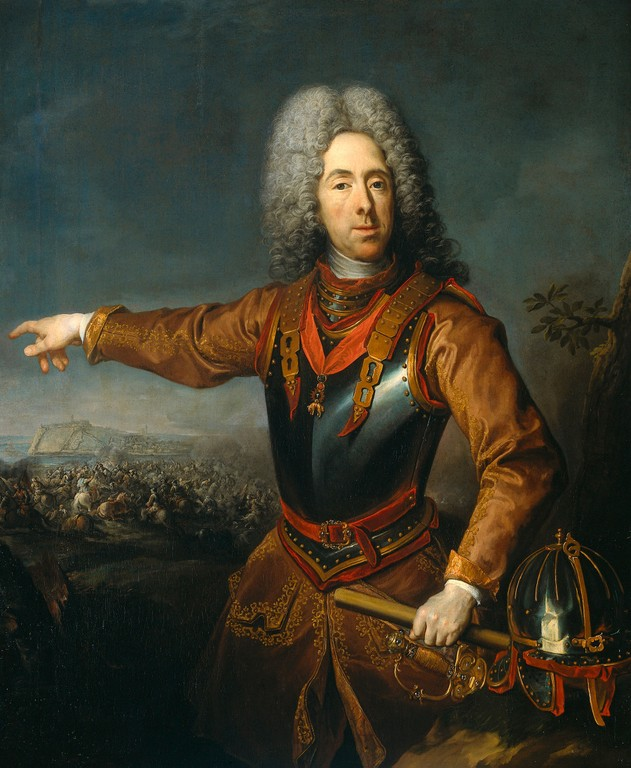
Eugeniusz Sabaudzki

- Elimelech z Leżajska (1717–1786) – rabin żydowski, pierwszy cadyk w historii judaizmu.
- Victor Marie d’Estrées – marszałek Francji, za Ludwika XIV, sekretarz floty
- Dorothea Erxleben – była pierwszą dyplomowaną lekarką niemiecką.
- Eugeniusz Sabaudzki – jeden z największych wodzów w historii.
- Leonhard Euler – matematyk szwajcarski.

### F

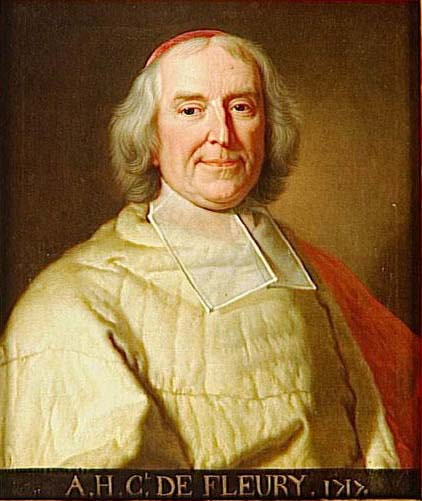
André Hercule de Fleury

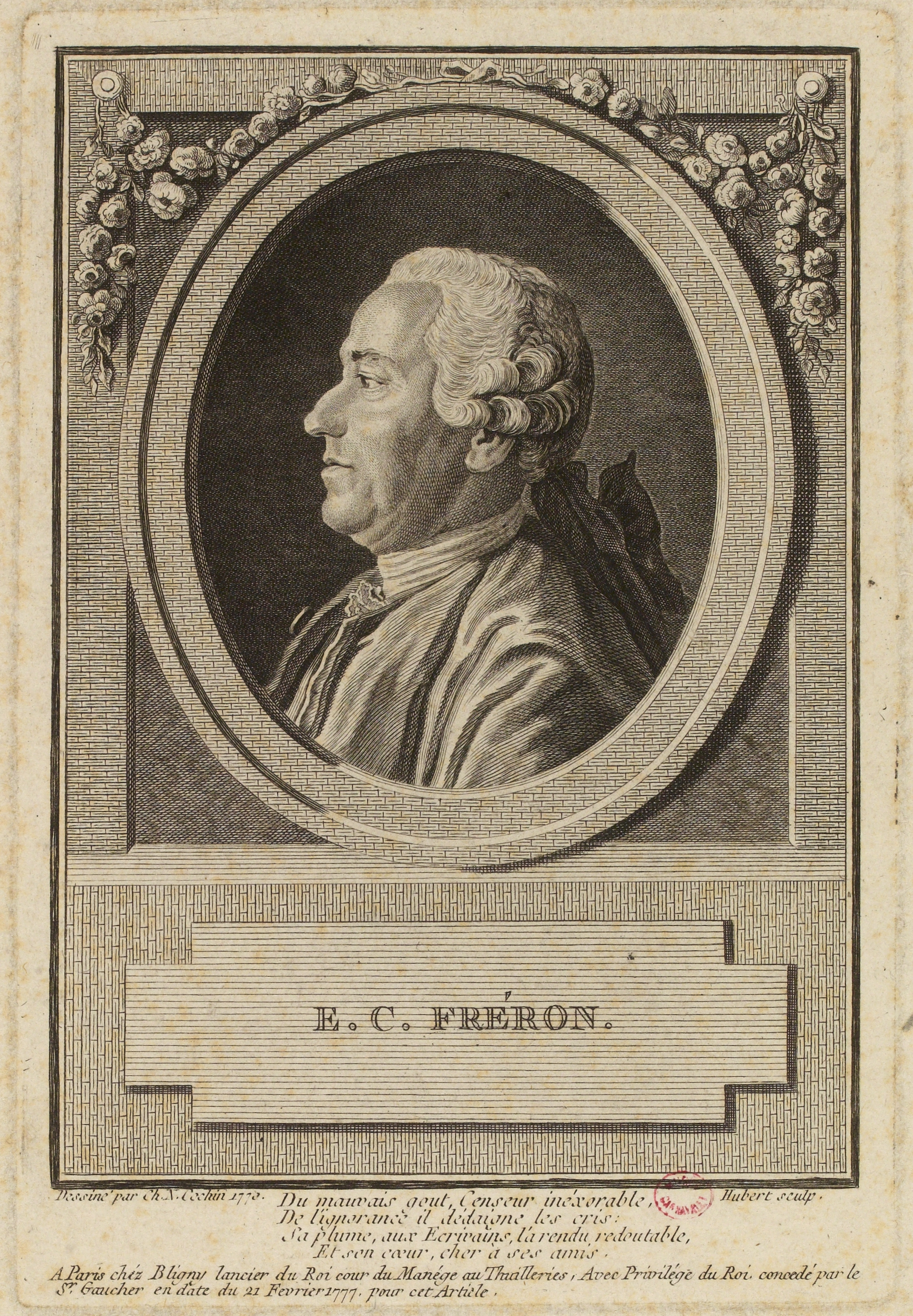
Élie Fréron

- Farinelli – słynny śpiewak włoski.
- Johann Friedrich Fasch – niemiecki kompozytor.
- Feliks z Nikozji (1715–1787), kapucyn, święty Kościoła katolickiego.
- François Fénelon (1651–1715) – francuski duchowny i filozof.
- Willem de Fesch – kompozytor holenderski.
- Henry Fielding – pisarz angielski, satyryk i szef policji w Westminster.
- Sarah Fielding – siostra h. Fieldinga wybitna pisarka.
- Fiodorowa Wasilijewa – chłopka, miała 69 dzieci.
- Charles FitzRoy-Scudamore – brytyjski arystokrata i poseł.
- André Hercule de Fleury – francuski kardynał i minister.
- José Moñino, hrabia Floridablanca – pierwszy sekretarz stanu w Hiszpanii (1777–1792).
- Jakub Fontana – włoski architekt w Polsce.
- Georg Forster – filozof i podróżnik niemiecki. uczestnik wyprawy Jamesa Cooka.
- Antoine Forqueray – barokowy kompozytor francuski.
- Jean-Baptiste-Antoine Forqueray – barokowy kompozytor francuski, syn Antoine’a.
- Niccolò Ugo Foscolo – (1778–1793) pisarz włoski.
- Charles James Fox – radykalny polityk brytyjski.
- Benjamin Franklin – filozof i polityk amerykański, wynalazca piorunochronu.
- Johann Balthasar Christian Freisslich – kompozytor niemiecki w Gdańsku.
- Élie Fréron – konserwatywny dziennikarz, przeciwnik Voltaire’a.
- Fryderyk Wielki – król Prus
- Bernard le Bovier de Fontenelle (1657–1757) – filozof francuski.
- Johann Joseph Fux – barokowy kompozytor austriacki

### G

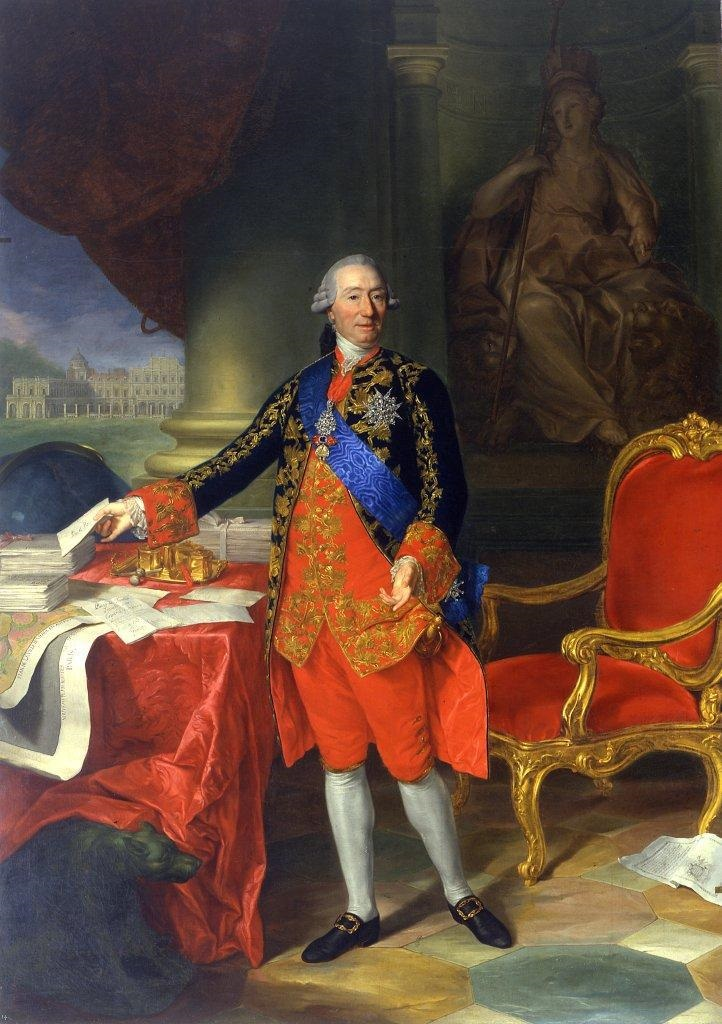
Jerónimo Grimaldi

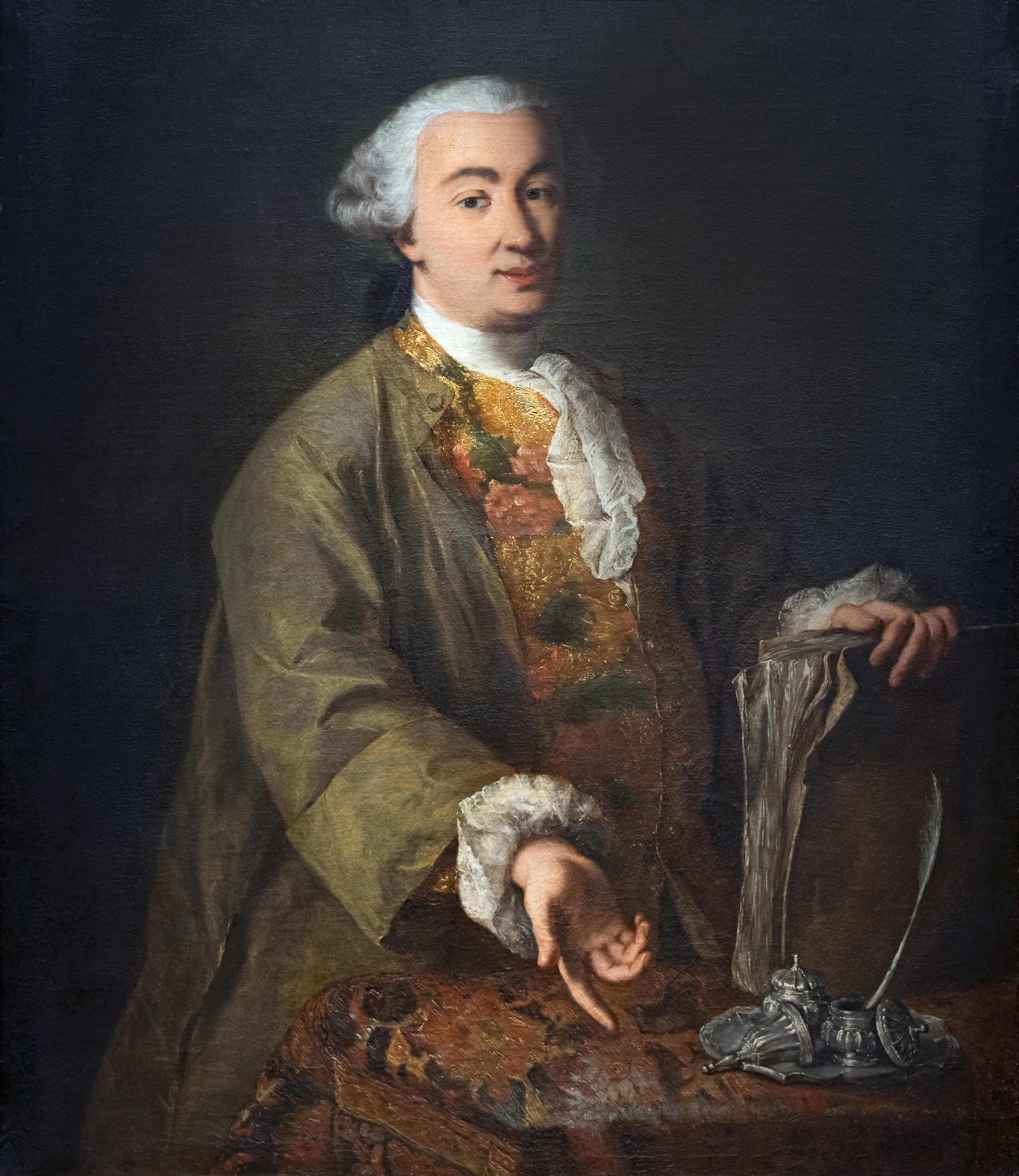
Carlo Goldoni

- Thomas Gainsborough – malarz angielski.
- David Garrick – aktor angielski.
- Bernard Gates – śpiewak angielski.
- Horatio Gates – generał amerykański
- Christian Fürchtegott Gellert (1715–1769) pisarz niemiecki.
- Joseph Gibbs – kompozytor angielski.
- Edward Gibbon – angielski historyk starożytności.
- Edmund Gibson – duchowny brytyjski.
- Johann Wilhelm Ludwig Gleim (1719–1803) pisarz niemiecki okresu Oświecenia.
- Johann Wolfgang Goethe – pisarz niemiecki epoki Sturm und Drang.
- Christoph Willibald Gluck – kompozytor niemiecki wczesnego klasycyzmu.
- Johann Georg Gmelin – niemiecki badacz Syberii.
- Carlo Goldoni – 1707–1793 – dramaturg włoski.
- Oliver Goldsmith – pisarz angielski, wróg cudzoziemszczyzny.
- Carlo Gozzi – dramaturg włoski.
- Augustus FitzRoy, 3. książę Grafton – premier Wielkiej Brytanii.
- Daniel Gralath – burmistrz Gdańska i uczony.
- Maurice Greene – kompozytor angielski, sąsiad Händla w Londynie (Brook Street).
- George Grenville (1712–1770) – premier Wlk. Brytanii od 1763–1765 r.
- Jerónimo Grimaldi – pierwszy sekretarz stanu w Hiszpanii (1763–1776)
- José de Grimaldo – pierwszy sekretarz stanu w Hiszpanii (do 1726)
- Friedrich Wilhelm von Grumbkow – pruski minister i marszałek.
- Karoline von Günderrode poetka niemiecka.
- Carl Gyllenborg – szwedzki mąż stanu.

### H

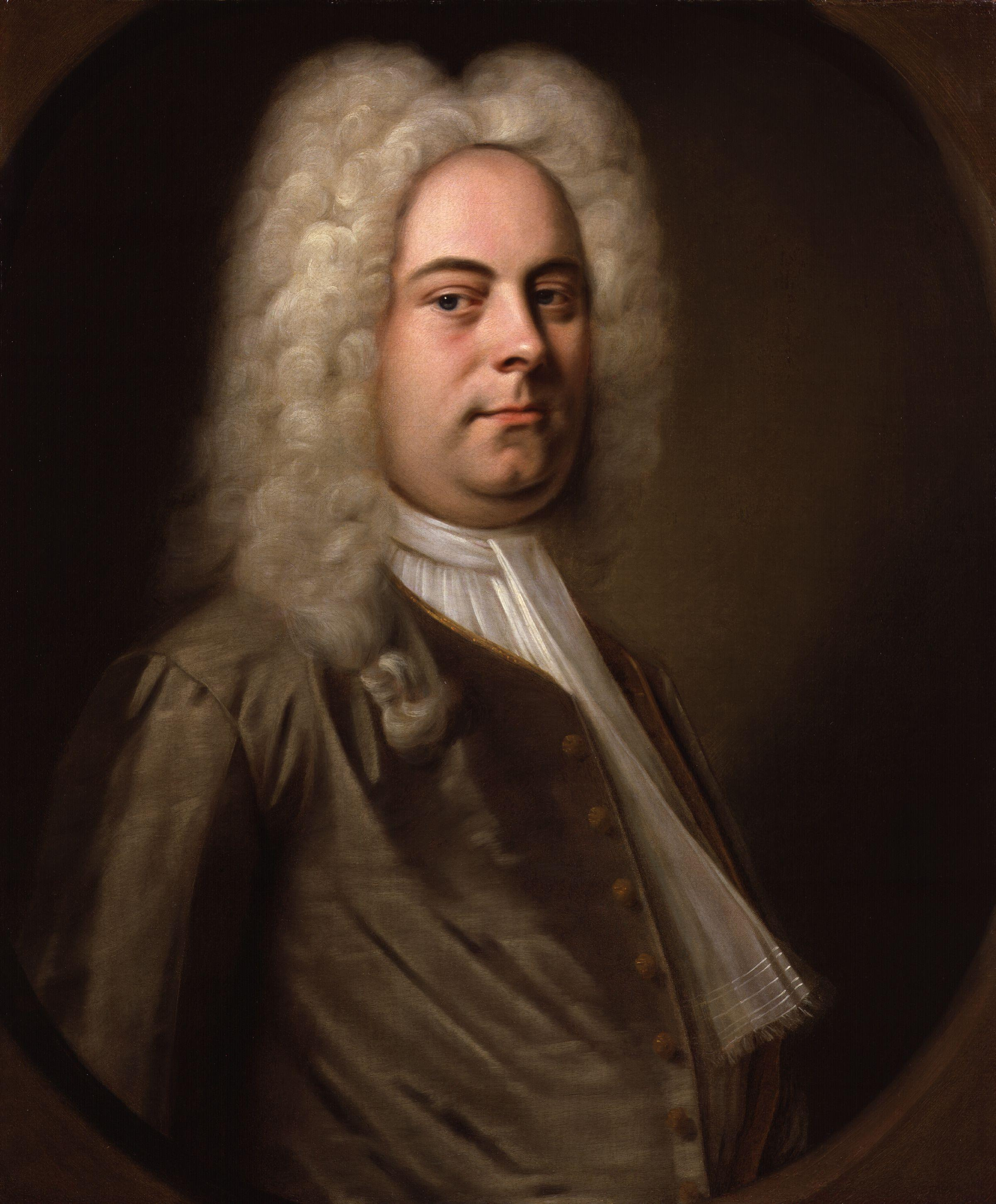
Georg Friedrich Händel

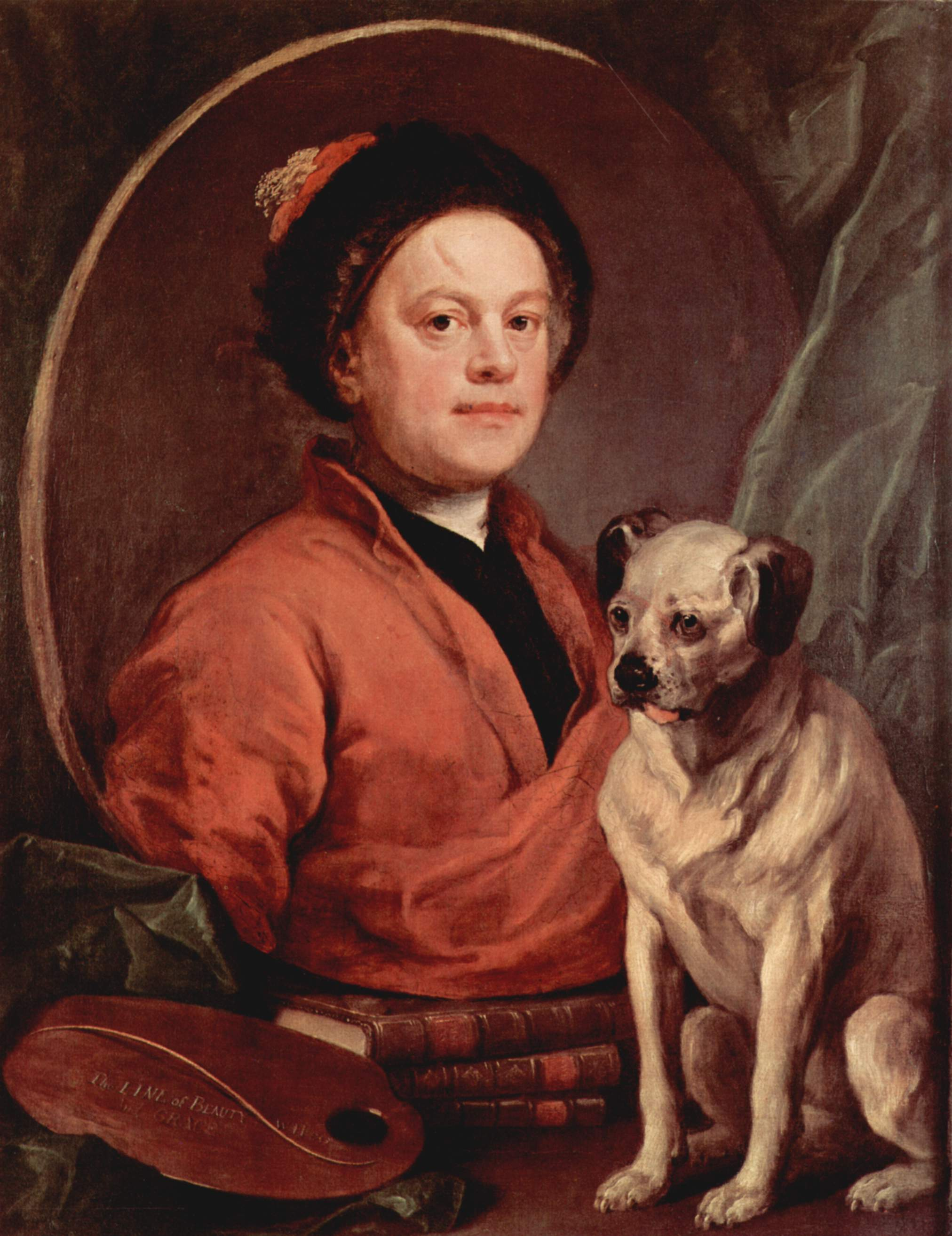
William Hogarth

- Frederick Haldimand (1718–1789) –, gubernator generalny Kanady Brytyjskiej (1778–1786).
- Georg Friedrich Händel – (1685–1759) kompozytor angielski epoki baroku, niemieckiego pochodzenia.
- Robert Harley, 1. hrabia Oxford i Mortimer – brytyjski polityk.
- Johann Adolf Hasse – kompozytor niemiecki.
- Joseph Haydn – kompozytor austriacki (klasycyzm).
- John Hawkins – angielski historyk muzyki.
- John Hebden (1712–1765) – brytyjski kompozytor epoki baroku.
- Anthonie Heinsius – polityk holenderski, stadhouder
- William Herschel – astronom bryt. pochodzenia niem.
- Francis Seymour-Conway, 1. markiz Hertford
- William Hogarth – malarz i karykaturzysta angielski.
- Paul d’Holbach – ateistyczny filozof francuski.
- Arvid Horn – szwedzki mąż stanu.
- David Hume – filozof, ekonomista i pisarz szkocki.
- Jan August Hylzen – polityk polski, stronnik Czartoryskich.

### J

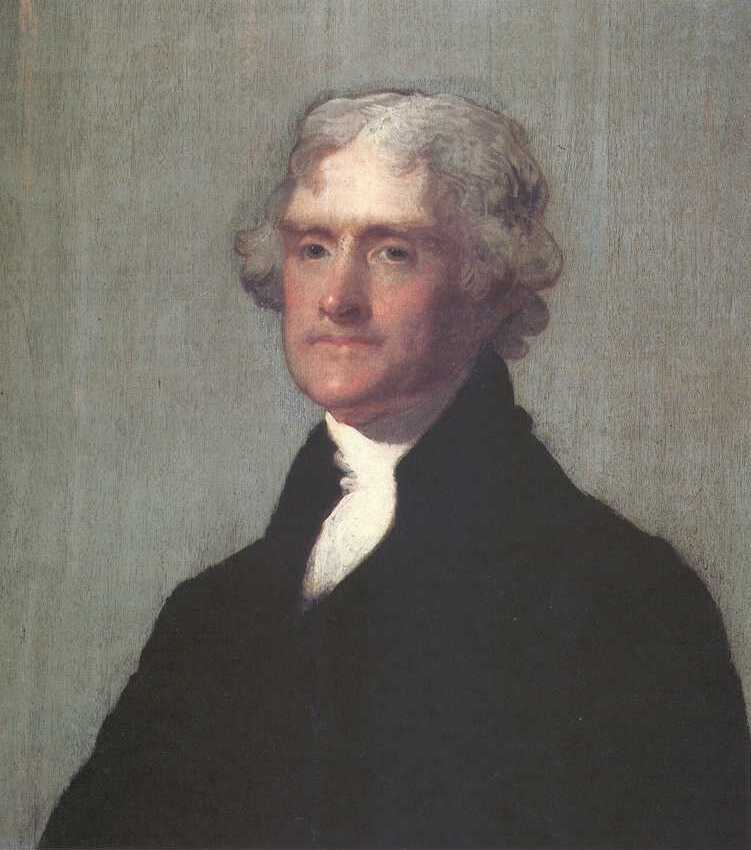
Thomas Jefferson

- Józef Aleksander Jabłonowski (1711–1777) – historyk, bibliograf, mecenas sztuki.
- Joseph Marie Jacquard – wynalazca francuski.
- Marek Jandołowicz (1713–1799), karmelita, przywódca duchowy konfederacji barskiej.
- Louis de Jaucourt (1704–1779) – główny autor Encyklopedii.
- Thomas Jefferson – amerykański polityk i IV prezydent USA.
- Samuel Johnson – pisarz i leksykograf angielski. Wrogi wobec cudzoziemszczyzny.
- Józef (metropolita Moskwy)

### K

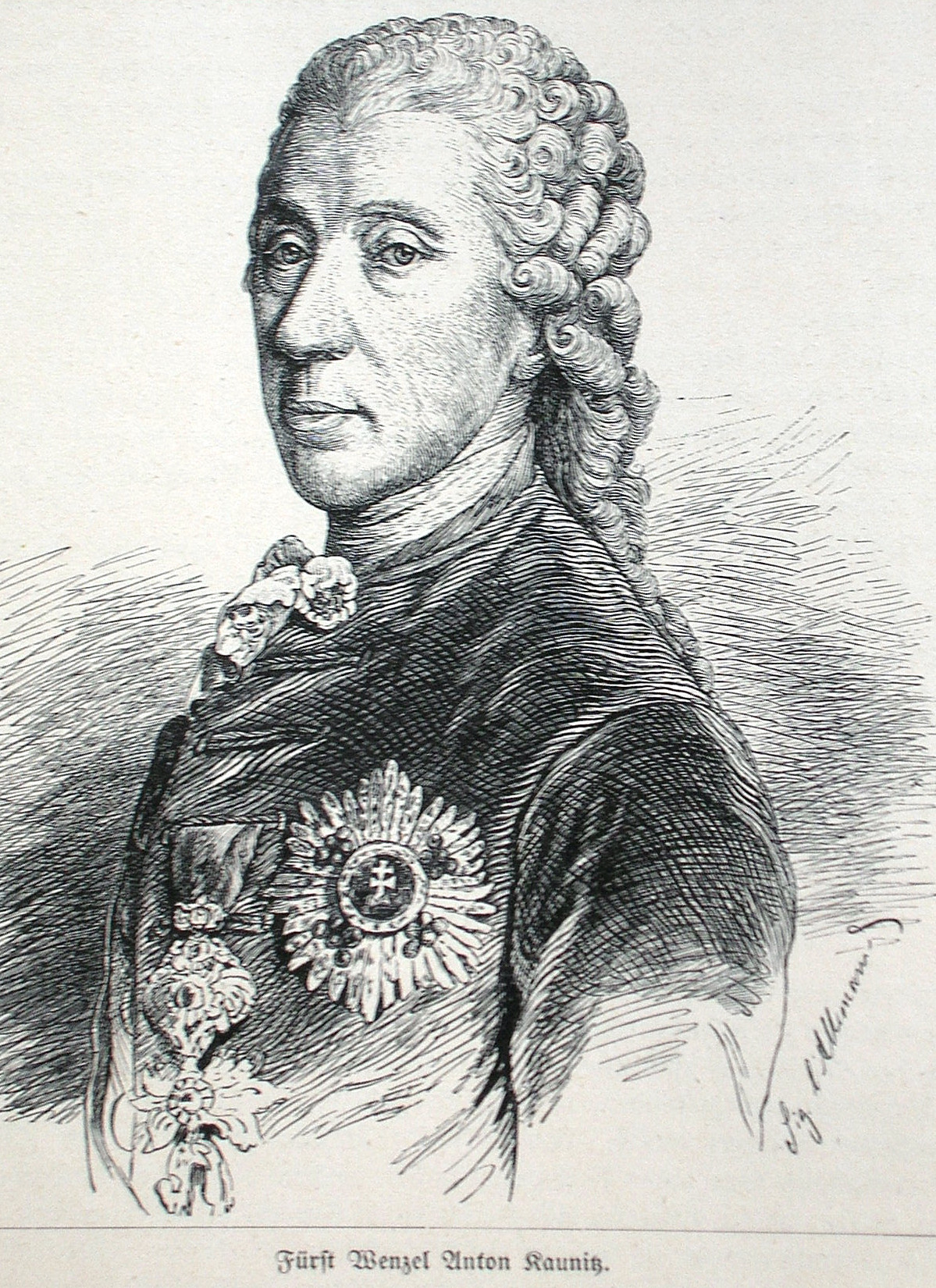
Wenzel Anton von Kaunitz

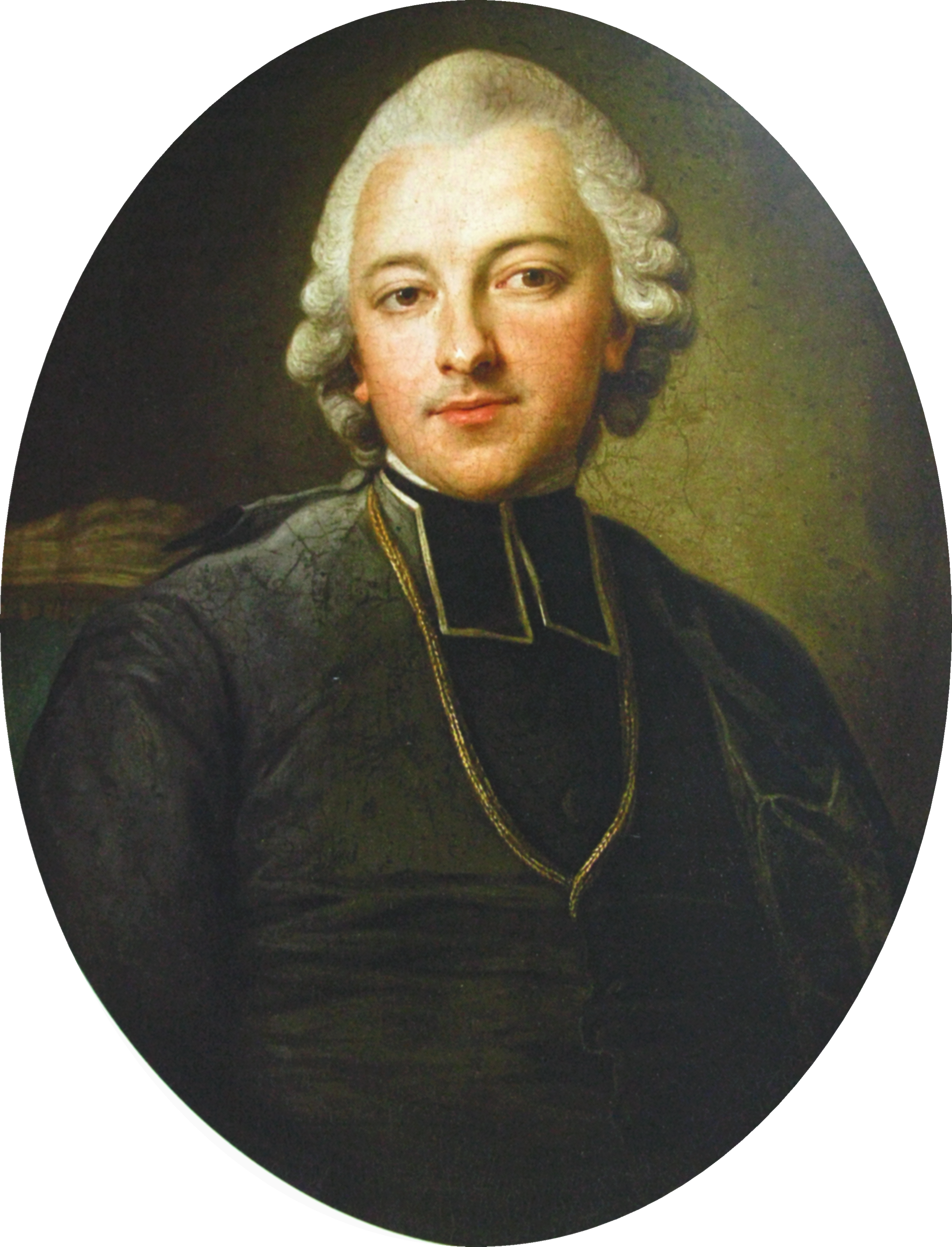
Ignacy Krasicki

- Immanuel Kant – filozof niemiecki z Królewca.
- Karol Lotaryński (1712–1780)- austriacki dowódca.
- Hans Hermann von Katte – przyjaciel Fryderyka II Wielkiego z czasów młodości, porucznik.
- Wenzel Anton von Kaunitz (1711–1794) – austriacki dyplomata i mąż stanu.
- Benjamin Keene – brytyjski dyplomata.
- Reinhard Keiser – barokowy kompozytor niemiecki.
- Jędrzej Kitowicz – pisarz i pamiętnikarz polskiego baroku.
- Hugo Kołłątaj – pisarz polskiego Oświecenia.
- Johann Jacob Korn – niemiecki księgarz i wydawca we Wrocławiu.
- Antoni Kossakowski (poeta)
- Tadeusz Kościuszko – generał polski i amerykański.
- Aurora von Königsmarck – kochanka Augusta II.
- Ignacy Krasicki – polski biskup i pisarz Oświecenia.

### L

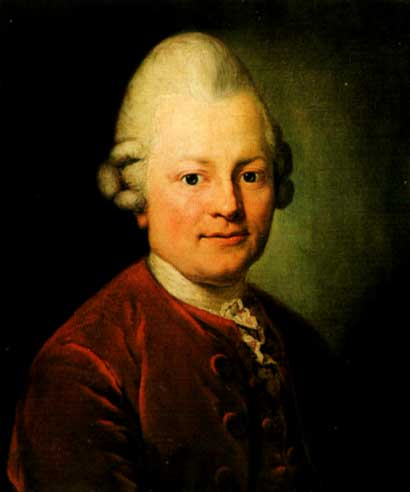
Gotthold Ephraim Lessing

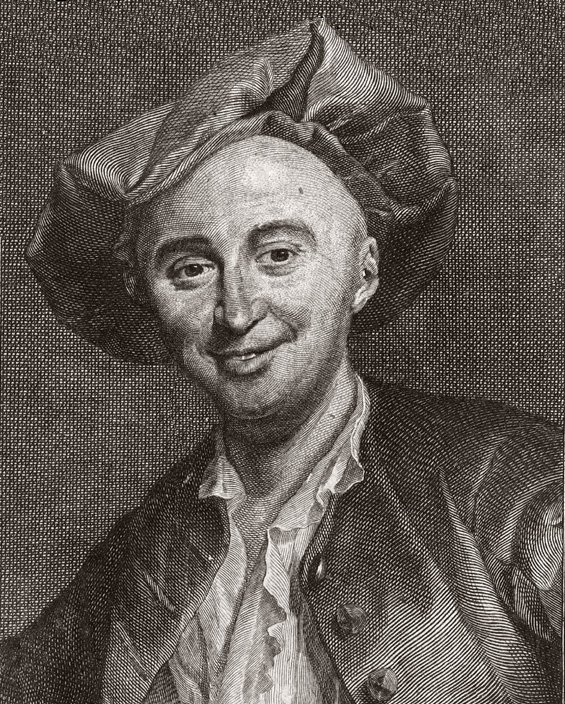
Julien Offray de La Mettrie

- Nicolas-Louis de Lacaille – (1713–1762) – francuski astronom.
- Pierre Choderlos de Laclos – pisarz francuski.
- Julien Offray de La Mettrie – francuski lekarz i filozof.
- Ezechiel Landau – rabin Pragi.
- Maurice Quentin de La Tour – malarz francuski (Rokoko).
- Ernest Laudon – austriacki dowódca.
- John Law (1671–1729) – szkocki ekonomista
- Kermeur de Legal – francuski szachista.
- Gottfried Wilhelm Leibniz – filozof niemiecki epoki późnego baroku.
- Charles Lennox, 2. książę Richmond – brytyjski polityk.
- Charles Lennox, 3. książę Richmond – brytyjski polityk.
- Alain-René Lesage (1668–1747) – pisarz francuski, pikarejczyk.
- Wojciech Stanisław Leski – biskup polski.
- Gotthold Ephraim Lessing – pisarz niemiecki, filosemita.
- Maria Leszczyńska – córka Stanisława Leszczyńskiego i królowa Francji.
- Charles Emil Lewenhaupt – szwedzki wojskowy i polityk.
- Karol Linneusz – przyrodnik szwedzki.
- Martha Daniell Logan – amerykańska autorka prac o ogrodnictwie.
- Stanisław Lubomirski (wojewoda kijowski)
- Magdalena Agnieszka Lubomirska – kochanka króla Stanisława Augusta.
- Ludwik Burbon (książę Bretanii) zmarły jako dziecko, francuski następca tronu.
- Henrietta Lullier kochanka króla Stanisława Augusta.

### Ł
- Michaił Łomonosow (1711–1765) – rosyjski uczony i poeta.

### M

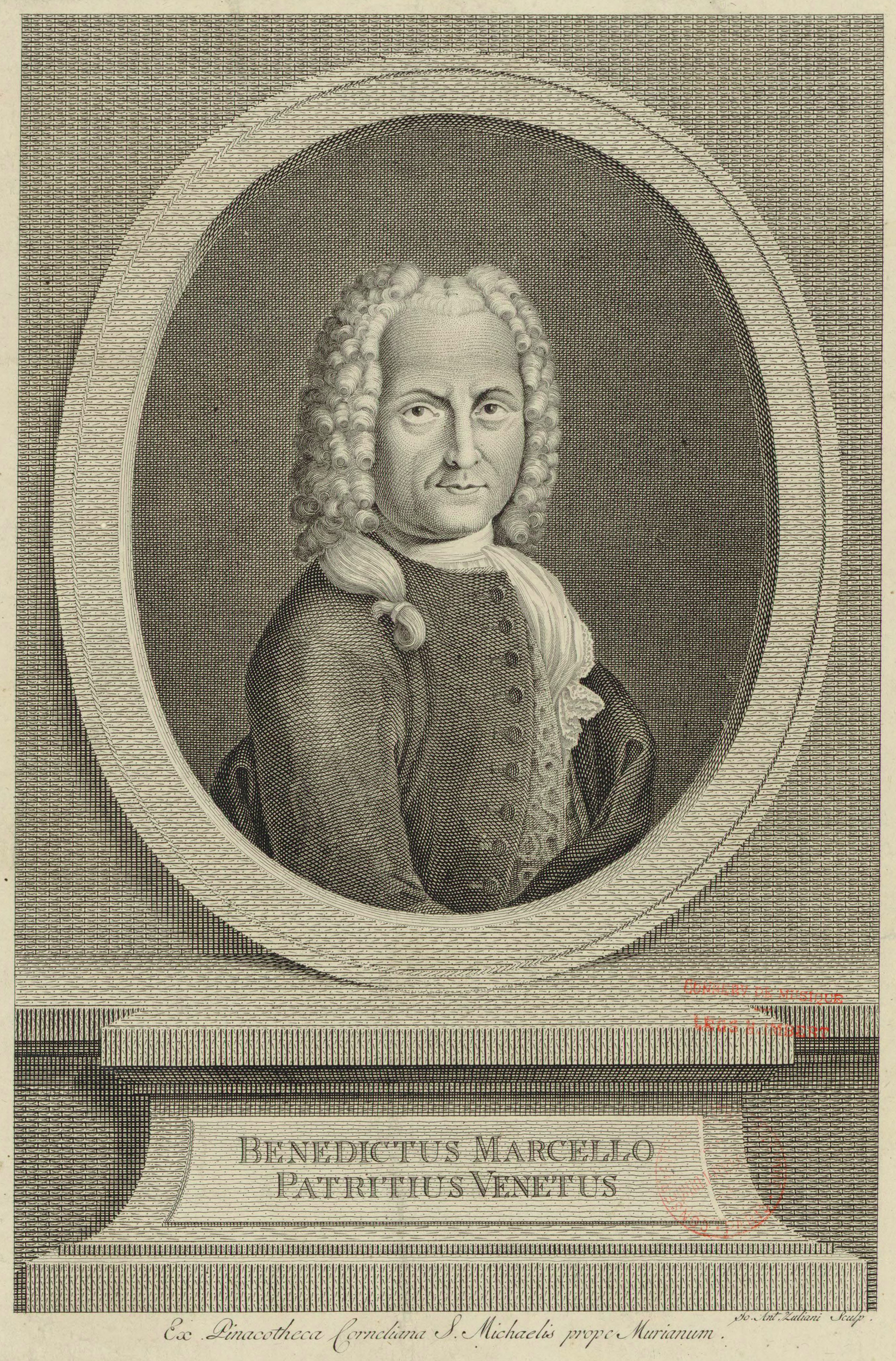
Benedetto Marcello

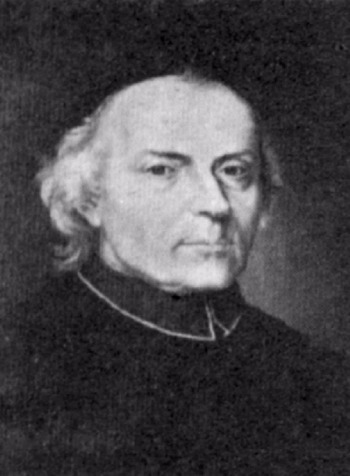
Ludovico Antonio Muratori

Pietro Micca

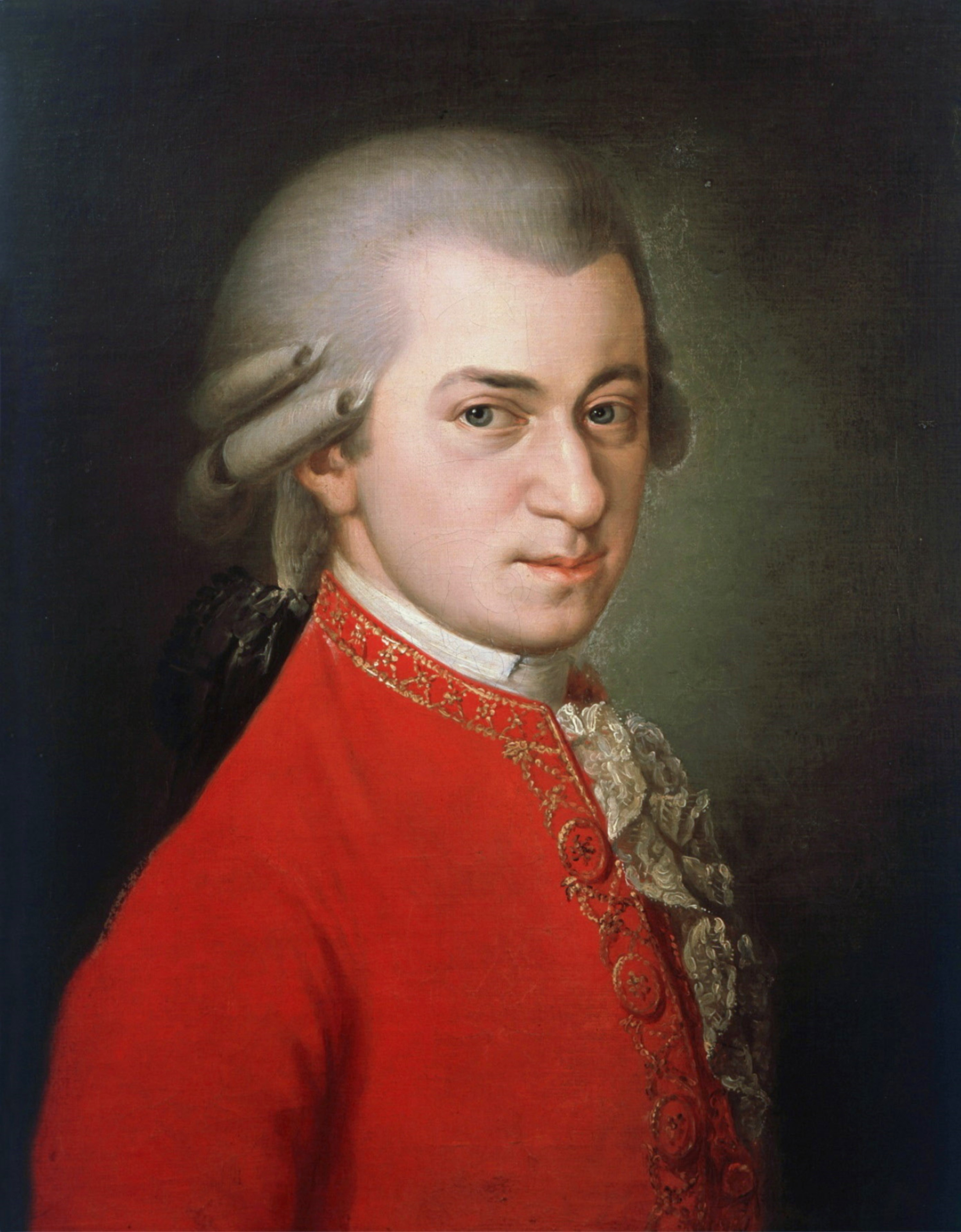
Wolfgang Amadeus Mozart

- Diogo de Mendonça Corte Real – polityk portugalski.
- Gabriel Mably – francuski pisarz polityczny.
- James Macpherson – poeta szkocki.
- James Madison – III prezydent USA
- Szymon Majchrowicz (1717–1783) – polski historyk i teolog.
- Bernard de Mandeville (1670–1733) holenderski myśliciel polityczny i satyryk.
- Anna Morandi Manzolini – włoska anatom.
- Alessandro Marcello – kompozytor włoski.
- Benedetto Marcello – kompozytor włoski, brat Alessandra.
- Louis Marchand – kompozytor francuski.
- Pierre Carlet de Chamblain de Marivaux (1688–1763) dramaturg francuski.
- Maria Amalia Habsburg (1701–1756).
- Marianna Wiktoria Burbon – księżniczka hiszpańska i niedoszła żona Ludwika XV.
- Jean-François Marmontel (1723–1799) francuski historyk i pisarz.
- Pierre Louis Moreau de Maupertuis – fizyk francuski.
- Maurycy Saski – marszałek Francji
- Iwan Mazepa – przywódca kozacki.
- Diogo de Mendonça Corte Real – polityk portugalski.
- Pietro Metastasio – (1698–1782), włoski poeta i dramaturg i librecista.
- Pietro Micca – włoski bohater z 1706 roku.
- Aleksandr Mienszykow – doradca Piotra I Wielkiego i generał rosyjski.
- Jerzy August Mniszech – polski polityk.
- Wawrzyniec Krzysztof Mitzler de Kolof niemiecki (saski) pisarz i wydawca w Warszawie.
- Andrzej Mokronowski – dowódca polski.
- Johann Melchior Molter – kompozytor niemiecki.
- Adam Gottlob Moltke – duński dyplomata.
- John Montagu, 4. hrabia Sandwich – brytyjski polityk i wynalazca słynnych „sandwiches”.
- Louis-Joseph de Montcalm – wódz francuski.
- Monteskiusz – właśc. Charles de Secondat, baron M, prawnik, pisarz i filozof francuski.
- Bracia Montgolfier – wynalazca francuscy.
- João da Mota e Silva – polityk portugalski.
- Leopold Mozart – kompozytor austriacki, ojciec Wolfganga Amadeusza.
- Wolfgang Amadeus Mozart (1756–1791)- kompozytor austriacki.
- Gottlieb Muffat – kompozytor austriacki.
- Ludovico Antonio Muratori – filozof i historyk włoski z Mediolanu.

### N
- Nadir Szach – król Persji.

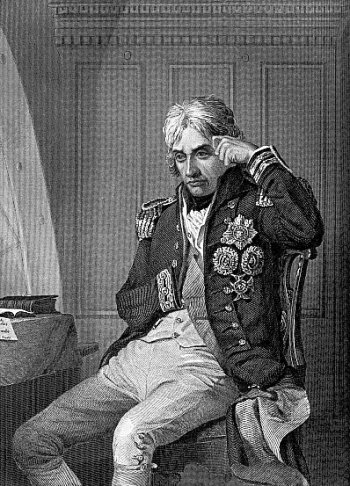
Horatio Nelson

- Adam Naruszewicz – polski historyk i poeta.
- Horatio Nelson – admirał brytyjski.
- Antonina Niemirycz – polska poetka.
- Frederick North, lord North – brytyjski premier.

### O
- Efraim Oloff (uczony toruński)
- Efraim Oloff (rajca toruński)
- Józef Kanty Ossoliński – polski magnat i polityk.
- Antoni Kazimierz Ostrowski -zdrajca na rzecz Rosji.

### Q
- François Quesnay – ekonomista francuski, fizjokrata.

### P

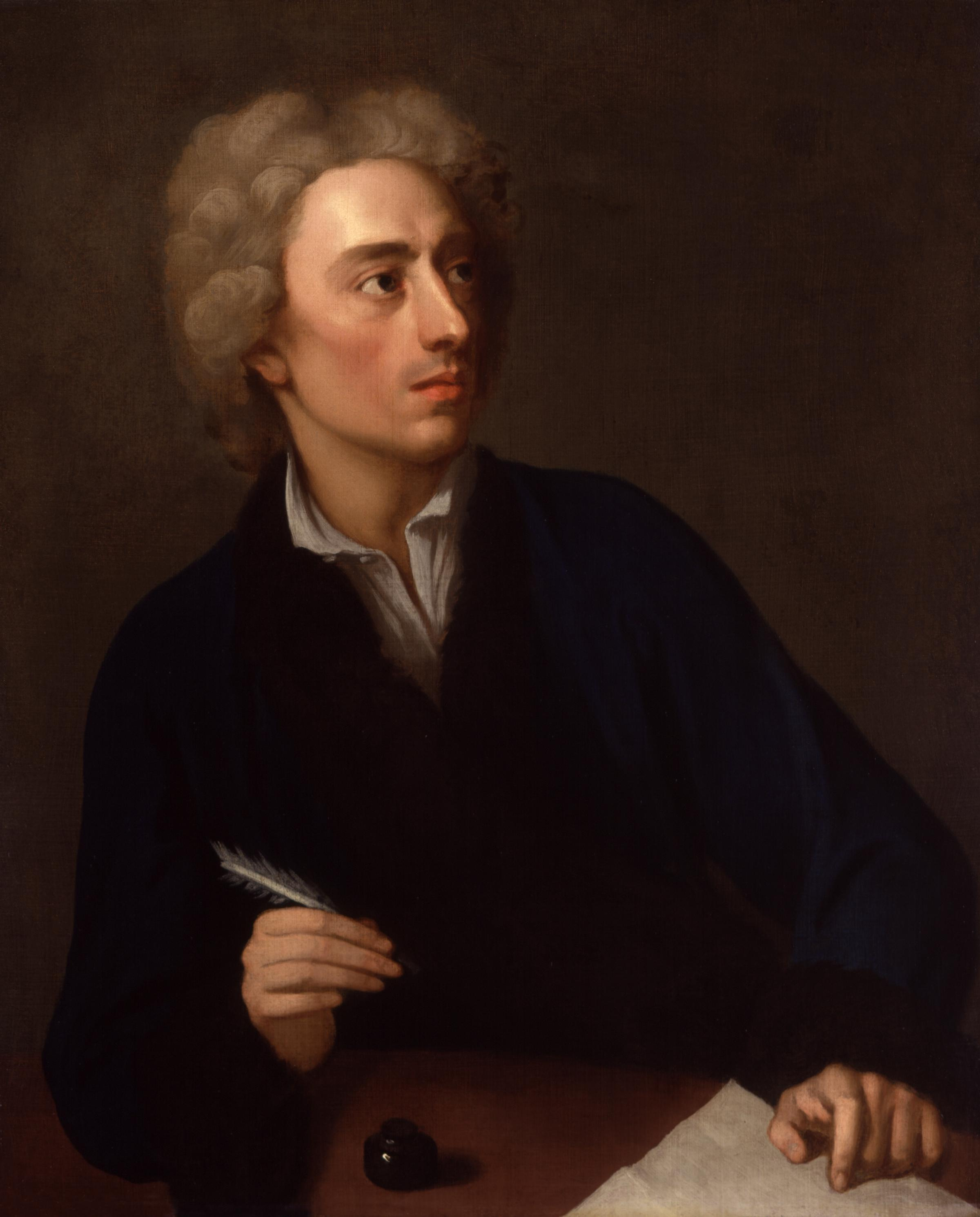
Alexander Pope

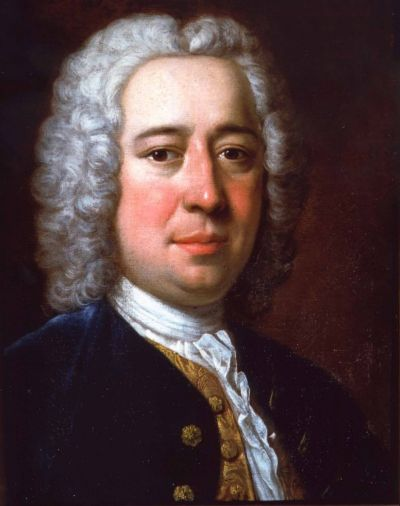
Nicola Porpora

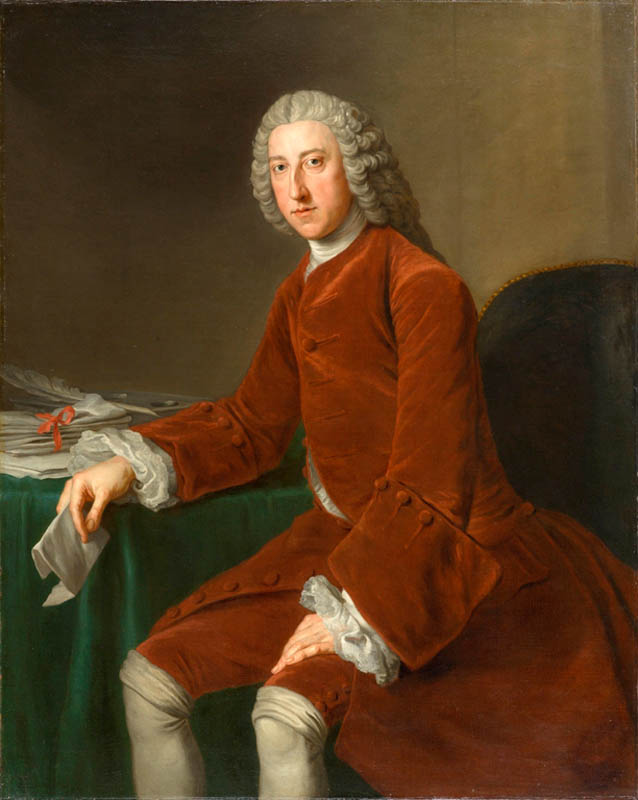
William Pitt, 1. hrabia Chatham

- Thomas Paine – brytyjski pisarz polityczny osiadły w USA.
- Denis Papin – wynanalazca francuski.
- Mungo Park (1771–1806) – szkocki podróżnik, badacz kontynentu afrykańskiego.
- Bernardo Pasquini – włoski kompozytor barokowy.
- José Patiño – pierwszy sekretarz stanu w Hiszpanii
- Henry Pelham – III premier Wielkiej Brytanii
- Thomas Pelham-Holles, 1. książę Newcastle – IV premier Wielkiej Brytanii.
- Giovanni Battista Pergolesi (1710–1736) włoski kompozytor baroku.
- Alexis Piron (1689–1773) – pisarz francuski.
- Thomas Pitt – brytyjski kupiec dziadek W. Pitta, 1. hrabiego Chatham.
- William Pitt, 1. hrabia Chatham – premier Wielkiej Brytanii.
- William Pitt Młodszy – syn poprzedniego, również premier.
- James Pitt – dziennikarz brytyjski.
- Franciszek Placidi włoski architekt i rzeźbiarz.
- Jan Jerzy Plersch – rzeźbiarz warszawski pochodzenia niemieckiego.
- Franciszek Potkański – biskup.
- Pierre Poivre – francuski botanik i misjonarz.
- Madame Pompadour – faworyta Ludwika XV.
- Adam Poniński (1732–1798)
- Alexander Pope – angielski poeta, przedstawiciel neoklasycyzmu w poezji.
- Nicola Porpora – kompozytor włoskiego baroku.
- William Cavendish-Bentinck, 3. książę Portland – premier Wielkiej Brytanii.
- Jan Potocki (1761–1815) – pisarz polski.
- Stanisław Szczęsny Potocki
- Mikołaj Bazyli Potocki uczestnik konfederacji barskiej.
- Charles Powlett, 5. książę Bolton
- William Pulteney – przywódca Wigów w parlamencie brytyjskim.
- Józef Pułaski – powstaniec (konfederacja barska), ojciec Kazimierza.
- Kazimierz Pułaski – dowódca amerykański pochodzenia polskiego

### R

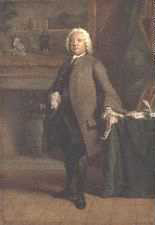
Samuel Richardson

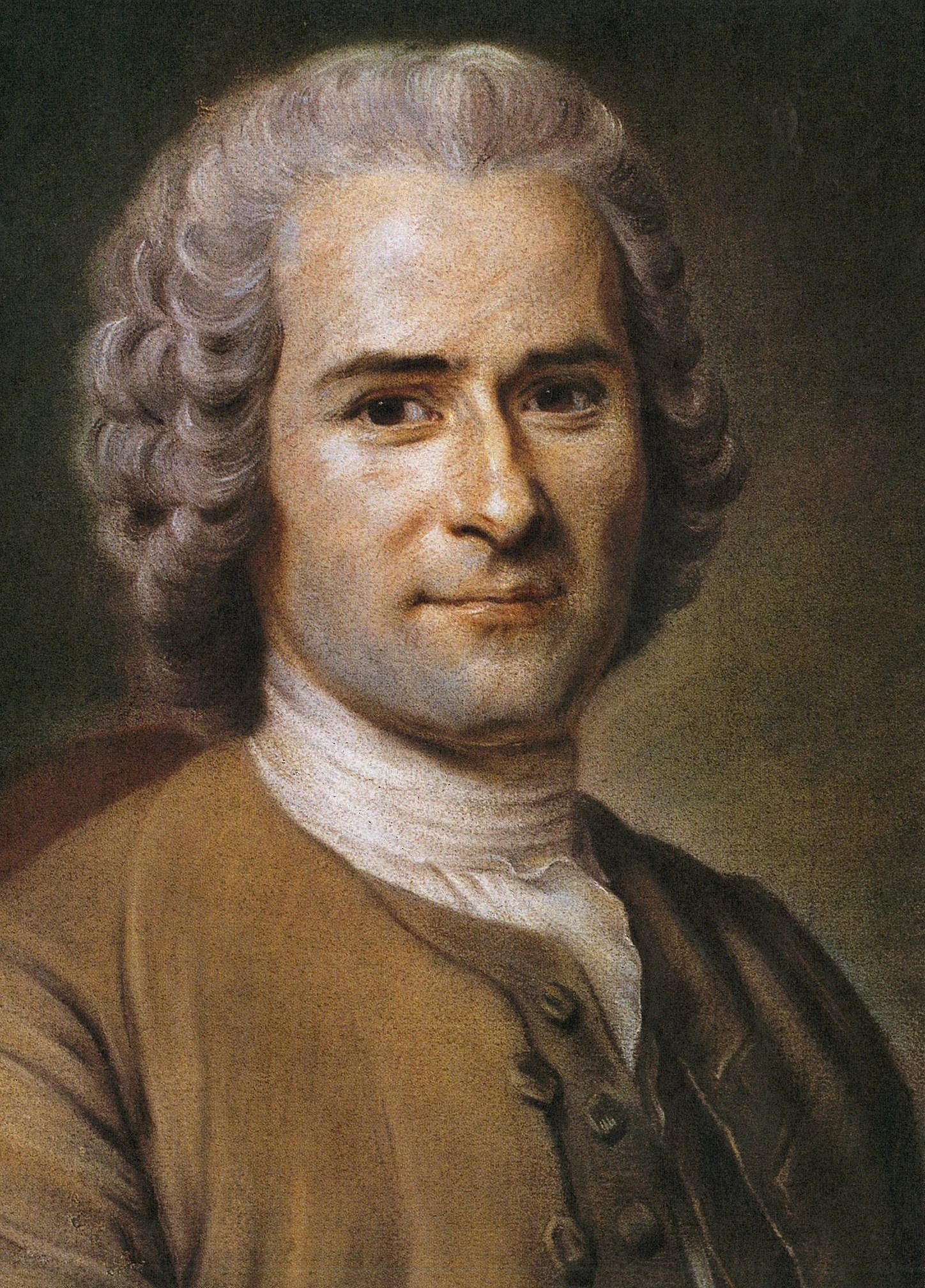
Jean-Jacques Rousseau

- Aleksandr Radiszczew – pisarz rosyjski.
- Michał Hieronim Radziwiłł
- Marcin Mikołaj Radziwiłł – erudyta (alchemia, medycyna).
- Jean-Philippe Rameau – kompozytor francuski.
- Samuel Richardson – pisarz angielski – moralista.
- Charles Lennox, 3. książę Richmond – brytyjski polityk.
- Charles Lennox, 2. książę Richmond – brytyjski polityk.
- Joshua Reynolds – malarz i portrecista angielski.
- Conrad Reventlow (1644–1708) – wielki kanclerz Danii.
- Anna Sophie von Reventlow (1693–1743) kochanka, a potem małżonka króla Fryderyka IV.
- Christian Ditlev Frederick, hrabia Reventlow (1748–1827), duński mąż stanu i reformator.
- Christian Ditlev Reventlow (1671–1738), Oberpräsident w mieście Altona.
- Pierre-François de Rigaud – francuski gubernator Nowej Francji.
- William Robertson (historyk) – szkocki duchowny i historyk.
- Charles Watson-Wentworth, 2. markiz Rockingham – premier Wlk. Brytanii od 1765 do 1766.
- Kazimierz Rokitnicki – polski biskup.
- Charles Rollin (1661–1741) pisarz francuski.
- Johan Helmich Roman – „ojciec muzyki szwedzkiej”.
- Jean-Baptiste Rousseau (1670–1741) – poeta francuski.
- Jean-Jacques Rousseau – filozof francuski, protokomunista.
- Jean-François Pilâtre de Rozier – francuski wynalazca.

### S

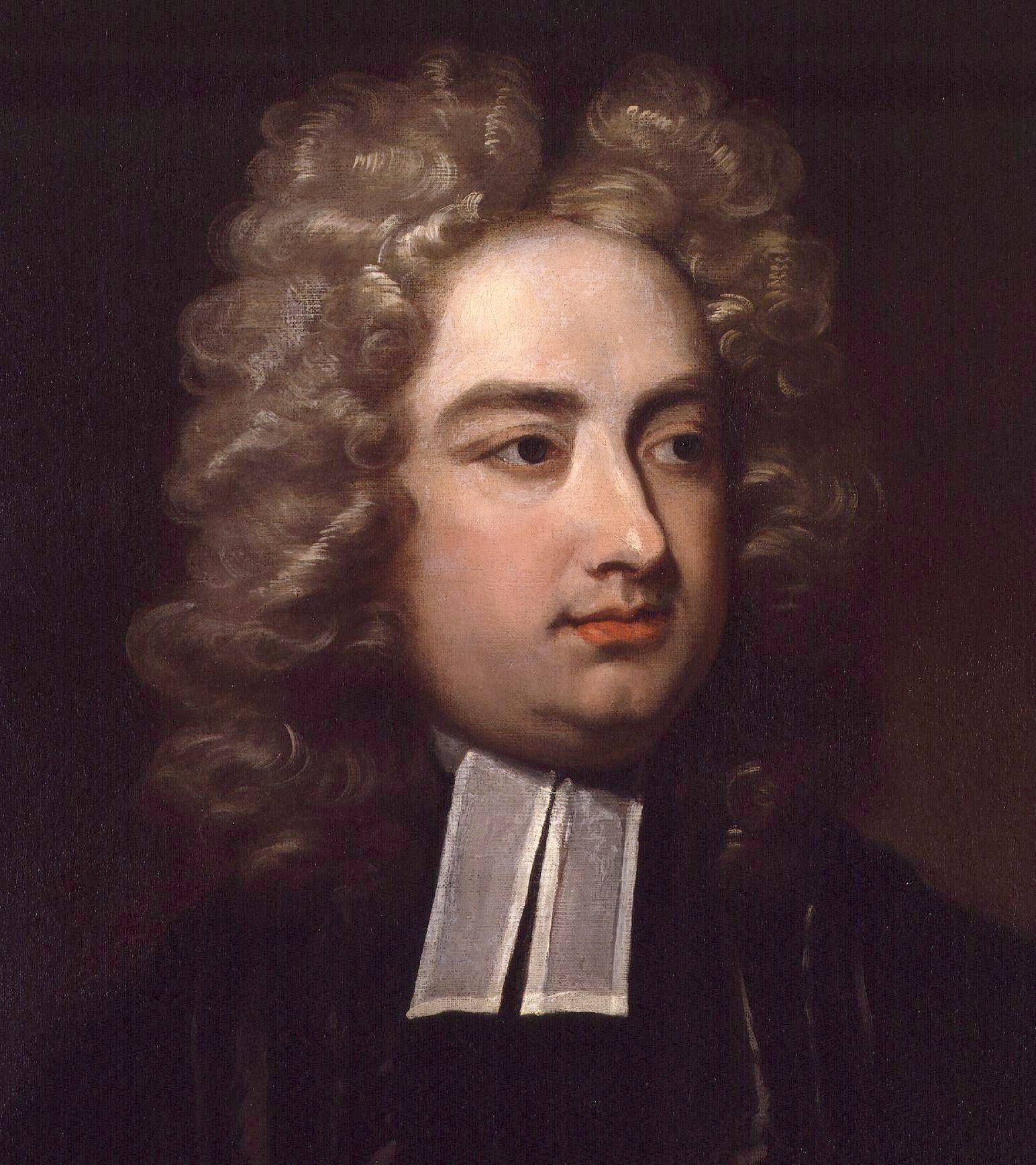
Jonathan Swift

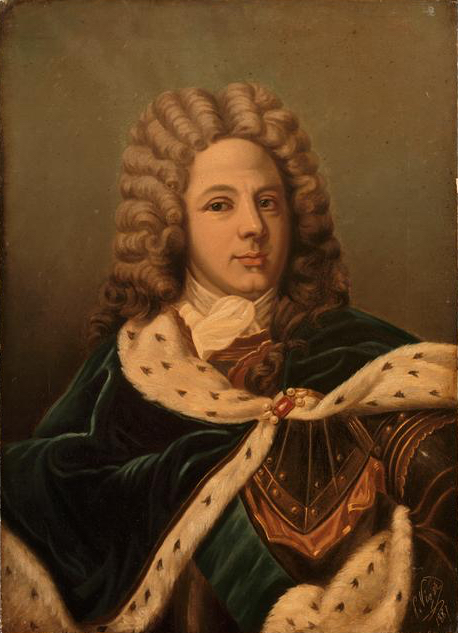
Louis de Rouvroy, książę de Saint-Simon

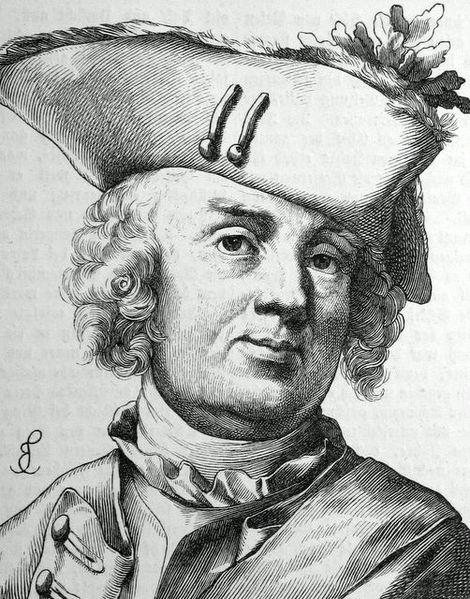
Kurt Christoph von Schwerin

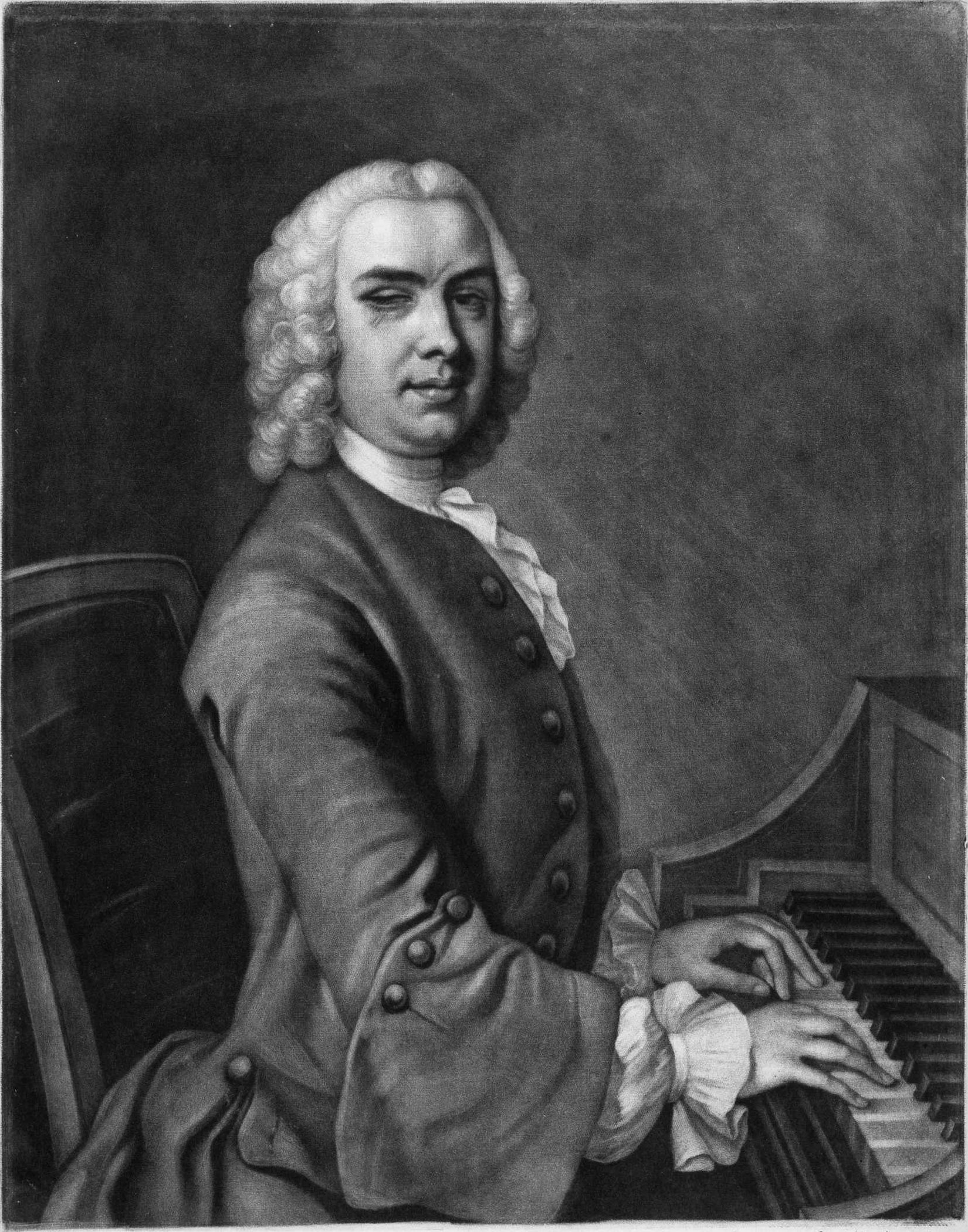
John Stanley

- Hilary Saag (lub:Hilary Sak) – polski kompozytor.
- Louis de Sacy – akademik francuski, adwokat i pisarz.
- Donatien Alphonse François de Sade (1740–1814) libertyński pisarz francuski.
- Louis de Rouvroy, książę de Saint-Simon (1675–1755) pamiętnikarz francuski.
- Antonio Salieri – kompozytor włoski z Legnago, konkurent Mozarta w Wiedniu.
- Janusz Aleksander Sanguszko
- Alessandro Scarlatti – kompozytor włoski.
- Domenico Scarlatti – kompozytor włoski, syn Alessandra.
- Kurt Christoph von Schwerin – pruski marszałek.
- Lord Shaftesbury (3. hrabia Shaftesbury) Anthony Ashley Cooper – brytyjski polityk i filozof.
- Felix Anton Scheffler – niemiecki (bawarski) malarz epoki późnego baroku.
- William Petty, 2. hrabia Shelburne – premier Wlk. Brytanii.
- Thomas Simpson (1710–1764) – matematyk angielski.
- Adam Smith – ekonomista szkocki, zwolennik wolnego rynku.
- Tobias Smollett – pisarz angielski, twórca powieści o morzu i piratach.
- Maria Klementyna Sobieska – członkini dynastii Sobieskich.
- John Stanley – kompozytor angielski, ślepy od urodzenia, organista.
- Richard Steele – dziennikarz i pisarz angielski, współpracownik Addisona.
- Johann Friedrich Struensee – niemiecki lekarz i duński polityk.
- Emanuel Swedenborg – uczony szwedzki.
- Jonathan Swift – pisarz angielski, krytyk oświecenia.
- Henry St John, 1. wicehrabia Bolingbroke – torys, teoretyk i praktyk polityczny
- James Stanhope – brytyjski generał, dyplomata i minister.
- William Stanhope, 2. hrabia Harrington – brytyjski polityk i wojskowy.
- John Stanley – (1712–1786) brytyjski kompozytor baroku.
- Laurence Sterne – (1713–1768) brytyjski pisarz i duchowny.
- John Stuart, 3. hrabia Bute (1713–1792), premier Wlk. Brytanii od 1762 do 1763 r.
- Ambrosius Stub – poeta duński.
- Aleksandr Sumarokow – rosyjski pisarz, dramaturg i poeta.
- Aleksandr Suworow – generał rosyjski.
- Boris Szeremietiew – generał rosyjski.

### Ś
- Jan Śniadecki – filozof polski.

### T

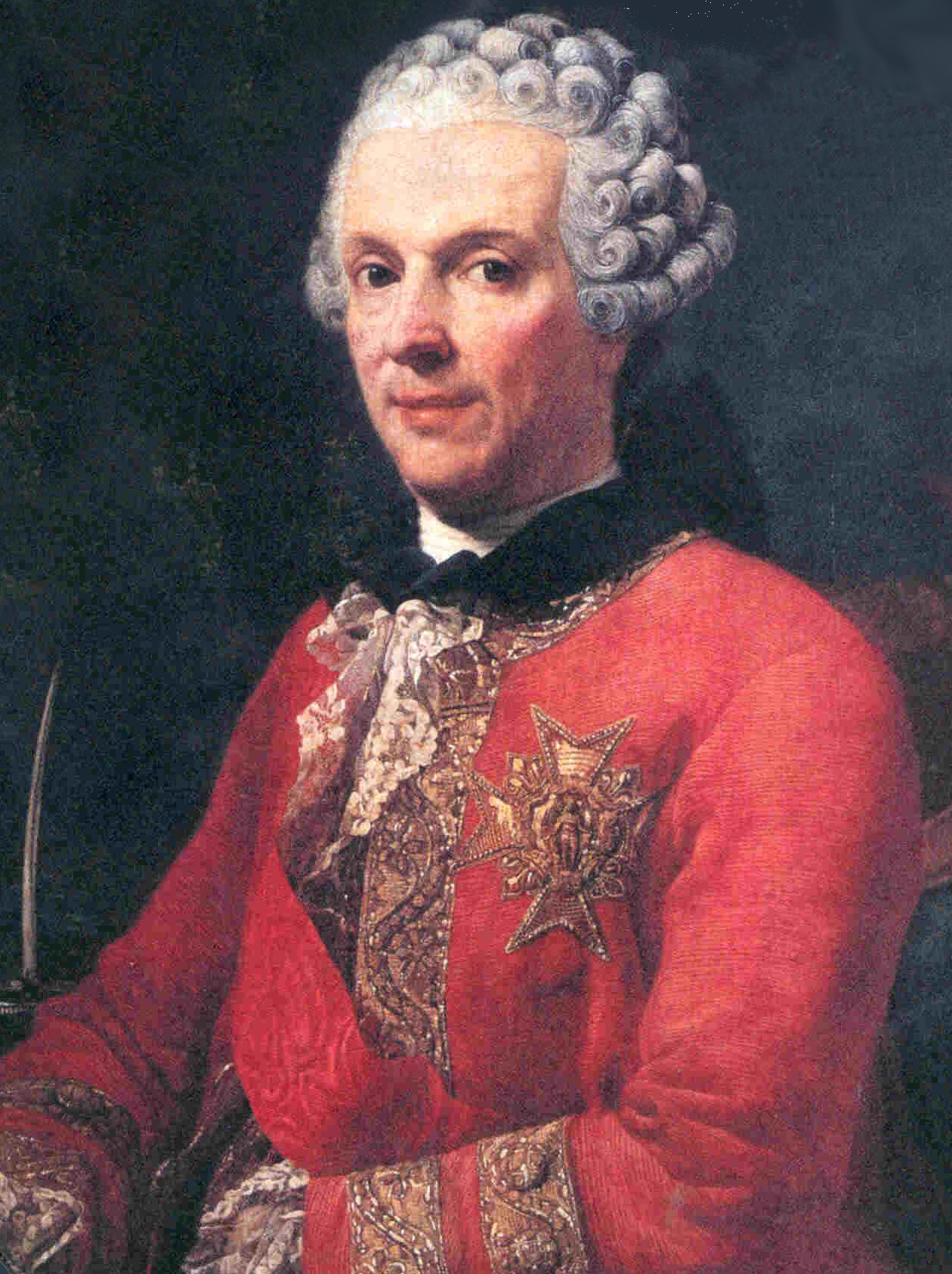
Guillaume Du Tillot

- Adam Tarło – przywódca opozycji przeciw Augustowi III.
- Georg Philipp Telemann – kompozytor niemieckiego baroku.
- Carl Gustaf Tessin – szwedzki mąż stanu.
- Christian Thomasius – filozof niemiecki.
- James Thomson – szkocki poeta.
- Bertel Thorvaldsen – klasycystyczny rzeźbiarz duński.
- Guillaume Du Tillot – minister włoski (Parma) francuskiego pochodzenia.
- Giuseppe Torelli – kompozytor włoski.
- Charles Townshend, 2. wicehrabia Townshend – minister brytyjski, szwagier i pomocnik Walpole’a.
- Stanisław Trembecki – polski poeta.
- Paul Tremo (1733–1810) – sławny kuchmistrz na dworze króla Stanisława Augusta Poniatowskiego.
- Jethro Tull – wynalazca brytyjski.
- Anne-Robert-Jacques Turgot – francuski minister i ekonomista.

### V

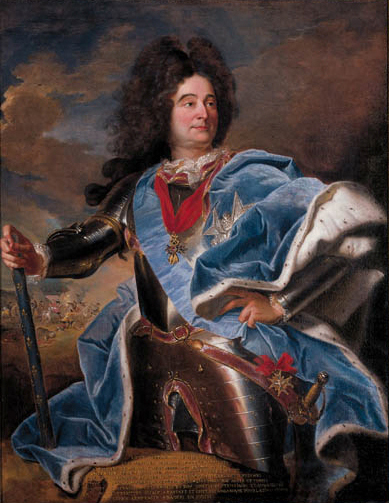
Claude de Villars

- Henry Vane, 1. hrabia Darlington – brytyjski arystokrata i polityk.
- Sebastian Vauban – marszałek Francji, inżynier wojskowy.
- Ludwik Józef, książę de Vendome – marszałek francuski.
- Claude Joseph Vernet, francuski malarz, marynista, pejzażysta i miedziorytnik.
- Claude de Villars – marszałek Francji.
- Franciszek Villeroi – marszałek Francji.
- Antonio Vivaldi – kompozytor włoski.
- Jacques de Vaucanson – wynalazca francuski.
- Voltaire – François-Marie Arouet, filozof francuskiego Oświecenia.

### W

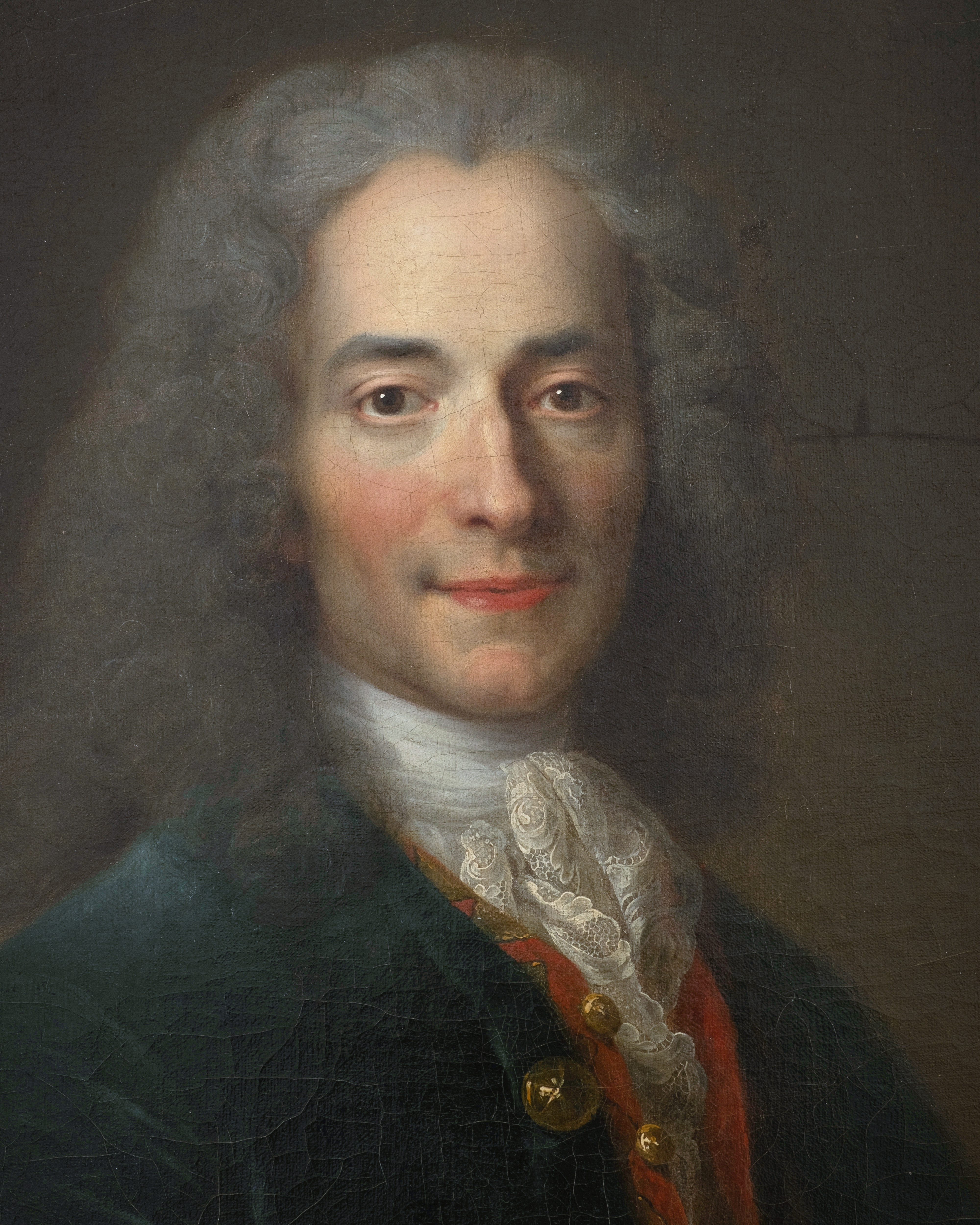
Voltaire

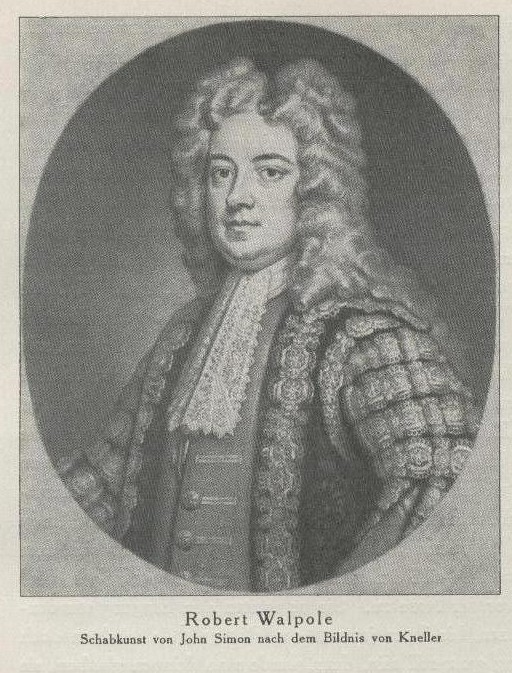
Robert Walpole

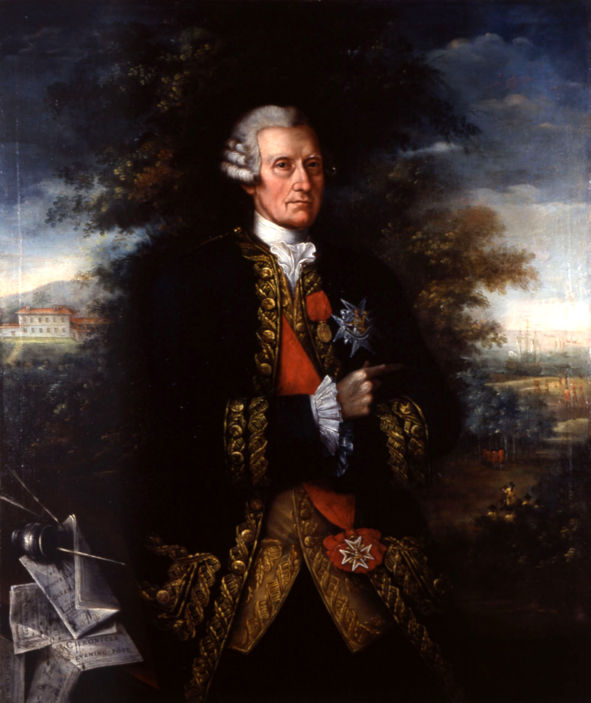
Ricardo Wall

- Georg Christoph Wagenseil – kompozytor austriackiego klasycyzmu.
- Ricardo Wall – hiszpański pierwszy minister pochodzenia irlandzkiego
- Robert Walpole – I premier Wielkiej Brytanii
- Horatio lub Horace Walpole – syn Roberta – polityk i pisarz.
- Gustavus Waltz – śpiewak niemiecki w Anglii.
- George Washington – I prezydent USA
- James Watt – wynalazca brytyjski.
- Antoine Watteau – malarz francuski.
- Adam Weishaupt – założyciel sekty Iluminatów.
- Charles Wesley i John Wesley – ojcowie Metodyzmu.
- Benjamin West – malarz amerykański w Londynie.
- Charles Hanbury Williams – dyplomata angielski, przyjaciel Stanisława Augusta Poniatowskiego.
- Jonathan Wild – przestępca brytyjski.
- Johann Joachim Winckelmann – niemiecki archeolog i historyk sztuki.
- Antoni Wiśniewski (pijar)
- James Wolfe – generał brytyjski, zdobywca Kanady.
- Christian Wolff – filozof niemieckiego Oświecenia.
- Mary Wollstonecraft – prekursorka feminizmu.
- Wolter – François-Marie Arouet, filozof francuskiego Oświecenia.
- Nathaniel William Wraxall – brytyjski szpieg ekonomiczny.
- Christopher Wren – architekt angielski.

### Y
- Yosa Buson – malarz japoński.

### Z

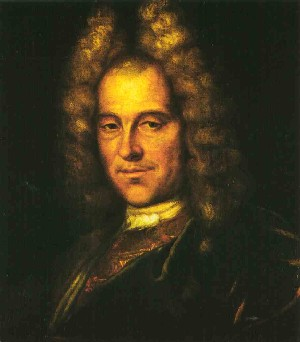
Johann Joseph Fux

- Franciszek Zabłocki – polski dramaturg.
- Andrzej Zamoyski – polityk polski.
- Józef Andrzej Załuski – polski mecenas nauk.
- Jan Dismás Zelenka – kompozytor czeski w Wiedniu.
- Nikolaus von Zinzendorf – dyplomata austriacki.

### Ż
- Marcin Józef Żebrowski – polski kompozytor barokowy.